# Campeonato Brasileiro de Futebol de 2016 - Série A
A Série A do Campeonato Brasileiro de Futebol de 2016, oficialmente Brasileirão Chevrolet 2016 – Série A por motivos de patrocínio, foi a 61.ª edição da principal divisão do futebol brasileiro. A disputa teve o mesmo regulamento dos anos anteriores, quando foi implementado o sistema de pontos corridos. Não houve pausa durante a Copa América Centenário, realizada entre 3 e 26 de junho nos Estados Unidos, tampouco durante os Jogos Olímpicos de Verão de 2016, que foram realizados entre 3 e 21 de agosto, e os Jogos Paralímpicos de Verão de 2016, que aconteceram entre 7 e 18 de setembro.
O título brasileiro foi definido com uma rodada de antecedência, quando o Palmeiras foi declarado campeão ao derrotar a Chapecoense por 1–0, no Allianz Parque. Foi a nona conquista da história do clube, que se tornou o maior campeão brasileiro até então, superando o Santos. Este jogo também ficou marcado por ter sido a última partida da Chapecoense antes do acidente de avião que levaria o time catarinense a Medellín para a decisão da Copa Sul-Americana. A tragédia deixou 71 mortos, dentre eles dezenove atletas e dezesseis membros da equipe técnica da Chapecoense, além de oito integrantes da diretoria, 21 jornalistas e sete tripulantes. Por conta do desastre, a CBF decretou luto por uma semana e adiou a última rodada da competição.
Além do campeão Palmeiras, Santos, Flamengo e Atlético Mineiro também se classificaram diretamente à fase de grupos da Copa Libertadores da América de 2017, assim como a Chapecoense, declarada campeã da Copa Sul-Americana, e o Grêmio, vencedor da Copa do Brasil. Já Botafogo e Atlético Paranaense, quinto e sexto colocados respectivamente, se classificaram para a segunda fase do torneio continental.
A primeira equipe rebaixada matematicamente à Série B de 2017 foi o Santa Cruz, após a derrota para o Coritiba por 1–0, fora de casa, a três rodadas do fim. No mesmo dia, o América Mineiro também teve o descenso decretado ao perder para o Flamengo por 1–0, no Mineirão. Na antepenúltima rodada, o Figueirense confirmou o rebaixamento após ser goleado pelo Vitória por 4–0, no Barradão. O último clube rebaixado foi decidido na última rodada: o Internacional sofreu a primeira queda de sua história após empatar com o Fluminense por 1–1, no Giulite Coutinho.

## Regulamento

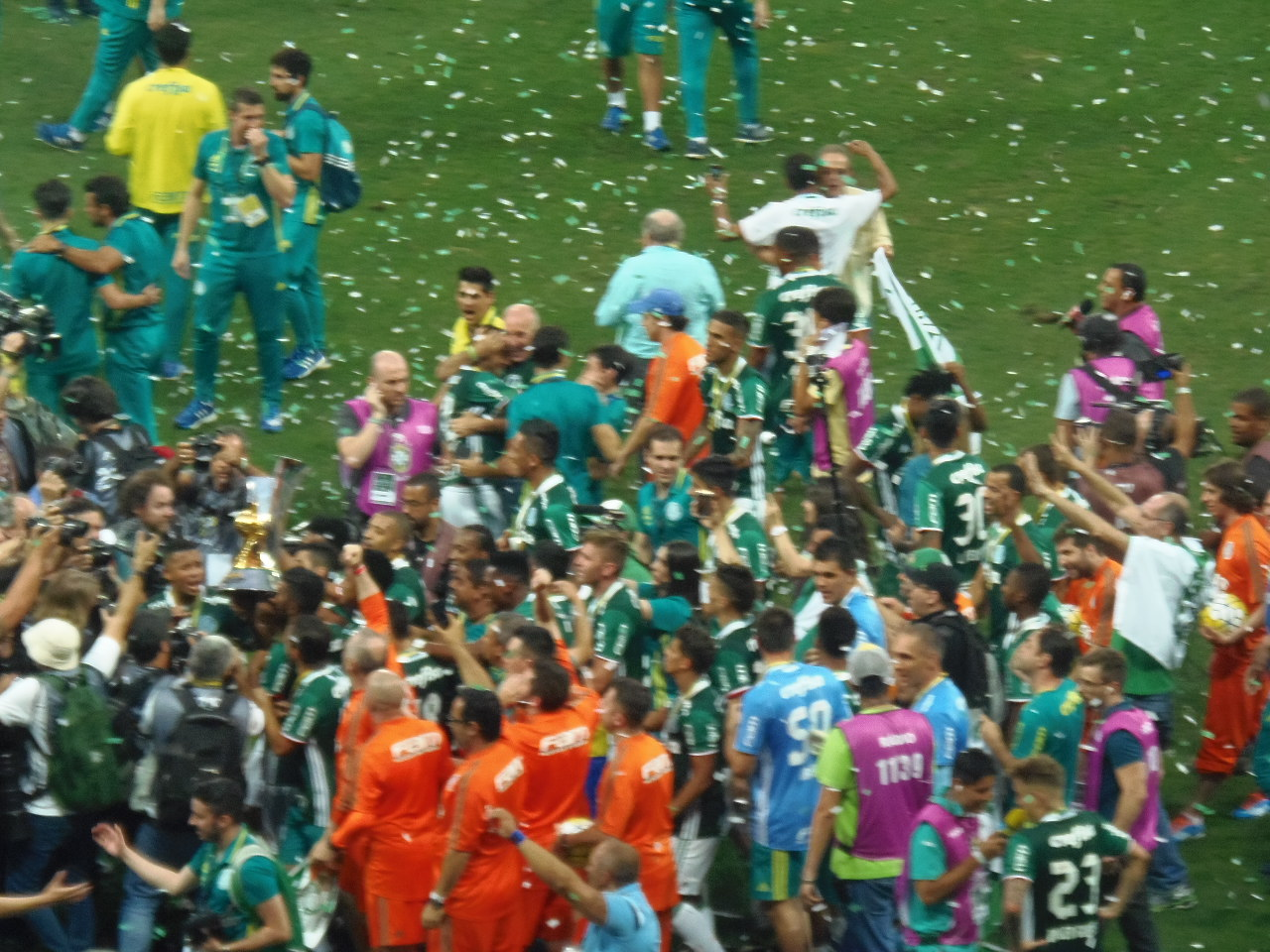
Volta olímpica dos jogadores do Palmeiras após a conquista do Campeonato Brasileiro de 2016.

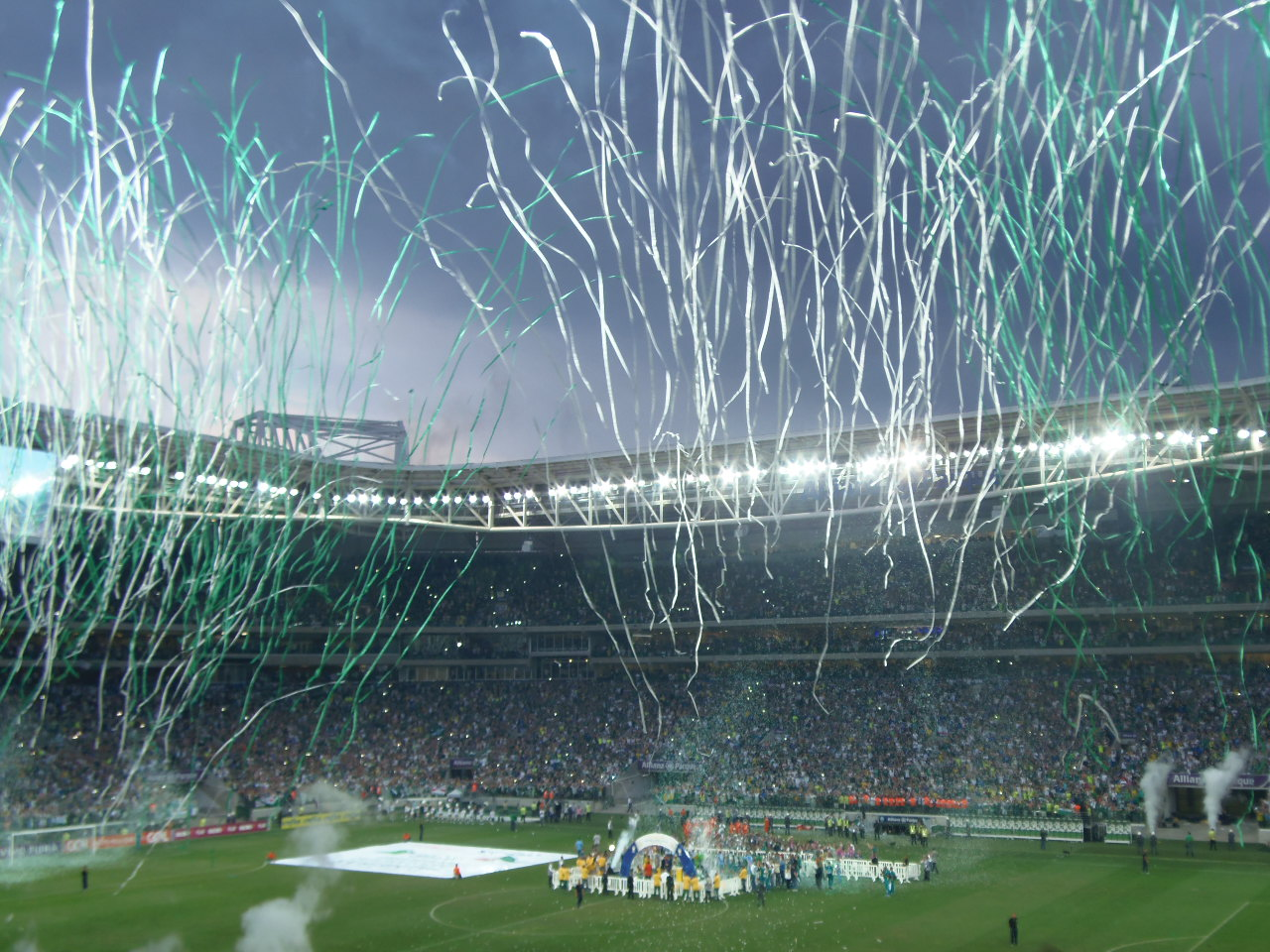
Festa da torcida no Allianz Parque pelo eneacampeonato nacional.

A Série A de 2016 foi disputada por vinte clubes em dois turnos. Em cada turno, todos os times jogaram entre si uma única vez. Os jogos do segundo turno foram realizados na mesma ordem do primeiro, apenas com o mando de campo invertido. Não houve campeões por turnos, sendo declarado campeão brasileiro o time que obteve o maior número de pontos após as 38 rodadas.
Inicialmente apenas os quatro primeiros colocados garantiriam vaga na Copa Libertadores da América de 2017, mas com a ampliação da competição pela Confederação Sul-Americana de Futebol para 44 clubes, o Brasil ganhou duas vagas extras, passando a contar com seis classificados via Campeonato Brasileiro (com o 5º e o 6º colocados entrando na fase preliminar). Com a nova distribuição de vagas para as competições continentais de 2017, a CONMEBOL confirmou também que o Campeonato Brasileiro voltaria a indicar as vagas nacionais para a Copa Sul-Americana de 2017. São seis ao todo, contemplando os classificados entre o 7º e o 12º lugar na classificação da Série A. Os quatro últimos foram rebaixados para a Série B do ano seguinte.

### Critérios de desempate
Em caso de empate por pontos entre dois ou mais clubes, os critérios de desempate seriam aplicados na seguinte ordem:
1. Número de vitórias;
2. Saldo de gols;
3. Gols pró;
4. Confronto direto;
5. Menor número de cartões vermelhos;
6. Menor número de cartões amarelos;
7. Sorteio.

Com relação ao quarto critério (confronto direto), considera-se o resultado dos jogos somados, ou seja, o resultado de 180 minutos. Permanecendo o empate, o desempate se daria pelo maior número de gols marcados no campo do adversário. O quarto critério não seria considerado no caso de empate entre mais de dois clubes.

## Transmissão
Desde 1997, o Grupo Globo detém os direitos de transmissão do Campeonato Brasileiro. A Rede Globo transmite a competição na TV aberta, enquanto o SporTV faz a transmissão na TV por assinatura. Os contratos atuais, em vigor desde a edição de 2012, foram assinados individualmente pelos clubes após a dissidência do Clube dos 13.

### Saída da Band
Após dez temporadas, faltando menos de duas semanas para o início da edição de 2016, a Rede Bandeirantes anunciou que deixaria de transmitir os principais torneios de futebol no Brasil, inclusive o Brasileirão. Em nota oficial, a Bandeirantes apontou os altos custos em meio à crise financeira como justificativa para encerrar as transmissões. Ainda de acordo com a emissora, a decisão de romper o contrato foi tomada em comum acordo entre Globo e Band.

## Participantes
| Equipe              | Cidade         | Estado | Em 2015      | Estádio (mando)                                                  | Capacidade           | Títulos                                                     |
| ------------------- | -------------- | ------ | ------------ | ---------------------------------------------------------------- | -------------------- | ----------------------------------------------------------- |
| América Mineiro     | Belo Horizonte | MG     | 4º (Série B) | Independência                                                    | 23 018               | 0 (não possui)                                              |
| Atlético Mineiro    | Belo Horizonte | MG     | 2º           | Independência                                                    | 23 018               | 2 (1937, 1971)                                              |
| Atlético Paranaense | Curitiba       | PR     | 10º          | Arena da Baixada                                                 | 42 370               | 1 (2001)                                                    |
| Botafogo            | Rio de Janeiro | RJ     | 1º (Série B) | Arena Botafogo[BOT]                                              | 17 250               | 2 (1968[TB], 1995)                                          |
| Chapecoense         | Chapecó        | SC     | 14º          | Arena Condá                                                      | 15 765               | 0 (não possui)                                              |
| Corinthians         | São Paulo      | SP     | 1º           | Arena Corinthians                                                | 47 605               | 6 (1990, 1998, 1999, 2005, 2011, 2015)                      |
| Coritiba            | Curitiba       | PR     | 15º          | Couto Pereira                                                    | 40 502               | 1 (1985)                                                    |
| Cruzeiro            | Belo Horizonte | MG     | 8º           | Mineirão                                                         | 61 846               | 4 (1966, 2003, 2013, 2014)                                  |
| Figueirense         | Florianópolis  | SC     | 16º          | Orlando Scarpelli                                                | 19 584               | 0 (não possui)                                              |
| Flamengo            | Rio de Janeiro | RJ     | 12º          | Raulino de Oliveira[FLA] Kleber Andrade[FLA] Mané Garrincha[FLA] | 18 230 21 000 72 788 | 5 (1980, 1982, 1983, 1992, 2009)                            |
| Fluminense          | Rio de Janeiro | RJ     | 13º          | Giulite Coutinho[FLU]                                            | 13 544               | 4 (1970, 1984, 2010, 2012)                                  |
| Grêmio              | Porto Alegre   | RS     | 3º           | Arena do Grêmio                                                  | 55 662               | 2 (1981, 1996)                                              |
| Internacional       | Porto Alegre   | RS     | 5º           | Beira-Rio                                                        | 50 128               | 3 (1975, 1976, 1979)                                        |
| Palmeiras           | São Paulo      | SP     | 9º           | Allianz Parque                                                   | 43 713               | 8 (1960, 1967[TB], 1967[RGP], 1969, 1972, 1973, 1993, 1994) |
| Ponte Preta         | Campinas       | SP     | 11º          | Moisés Lucarelli                                                 | 17 728               | 0 (não possui)                                              |
| Santa Cruz          | Recife         | PE     | 2º (Série B) | Arruda                                                           | 60 044               | 0 (não possui)                                              |
| Santos              | Santos         | SP     | 7º           | Vila Belmiro                                                     | 16 068               | 8 (1961, 1962, 1963, 1964, 1965, 1968[RGP], 2002, 2004)     |
| São Paulo           | São Paulo      | SP     | 4º           | Morumbi                                                          | 72 039               | 6 (1977, 1986, 1991, 2006, 2007, 2008)                      |
| Sport               | Recife         | PE     | 6º           | Ilha do Retiro                                                   | 32 983               | 1 (1987)                                                    |
| Vitória             | Salvador       | BA     | 3º (Série B) | Barradão                                                         | 34 535               | 0 (não possui)                                              |

Notas
- RGP. ^ Torneio Roberto Gomes Pedrosa
- TB. ^ Taça Brasil
- BOT. ^  O Estádio Nilton Santos fechou para partidas de futebol devido à disputa dos Jogos Olímpicos e Paralímpicos. O Botafogo mandou seus jogos no Estádio Luso Brasileiro sob o nome de Arena Botafogo.[33]
- FLA. ^  O Estádio do Maracanã fechou para partidas de futebol até outubro devido à disputa dos Jogos Olímpicos e Paralímpicos. O Flamengo mandou seus jogos nos estádios Mané Garrincha, em Brasília, Raulino de Oliveira, em Volta Redonda, e Kleber Andrade, em Cariacica.[34]
- FLU. ^  O Estádio do Maracanã fechou para partidas de futebol até outubro devido à disputa dos Jogos Olímpicos e Paralímpicos. O Fluminense mandou seus jogos no Estádio Giulite Coutinho.[35]

## Estádios
| América Mineiro | Atlético Mineiro | Atlético Paranaense | Botafogo | Chapecoense | Corinthians         |
| Independência | Independência | Arena da Baixada | Arena Botafogo | Arena Condá | Arena Corinthians   |
| Capacidade: 23 018 | Capacidade: 23 018 | Capacidade: 42 370 | Capacidade: 17 250 | Capacidade: 15 765 | Capacidade: 47 605  |
| | | | | |                     |
| Coritiba | \| América-MG Atlético-MG Atlético-PR Chapecoense Coritiba Cruzeiro Figueirense Grêmio Internacional Ponte Preta Santa Cruz Santos Sport Vitória Rio de Janeiro São Paulo Rio de Janeiro: Botafogo Flamengo Fluminense São Paulo: Corinthians Palmeiras São PauloLocalização das equipes participantes da Série A de 2016. \| | \| América-MG Atlético-MG Atlético-PR Chapecoense Coritiba Cruzeiro Figueirense Grêmio Internacional Ponte Preta Santa Cruz Santos Sport Vitória Rio de Janeiro São Paulo Rio de Janeiro: Botafogo Flamengo Fluminense São Paulo: Corinthians Palmeiras São PauloLocalização das equipes participantes da Série A de 2016. \| | \| América-MG Atlético-MG Atlético-PR Chapecoense Coritiba Cruzeiro Figueirense Grêmio Internacional Ponte Preta Santa Cruz Santos Sport Vitória Rio de Janeiro São Paulo Rio de Janeiro: Botafogo Flamengo Fluminense São Paulo: Corinthians Palmeiras São PauloLocalização das equipes participantes da Série A de 2016. \| | \| América-MG Atlético-MG Atlético-PR Chapecoense Coritiba Cruzeiro Figueirense Grêmio Internacional Ponte Preta Santa Cruz Santos Sport Vitória Rio de Janeiro São Paulo Rio de Janeiro: Botafogo Flamengo Fluminense São Paulo: Corinthians Palmeiras São PauloLocalização das equipes participantes da Série A de 2016. \| | Cruzeiro            |
| Couto Pereira | \| América-MG Atlético-MG Atlético-PR Chapecoense Coritiba Cruzeiro Figueirense Grêmio Internacional Ponte Preta Santa Cruz Santos Sport Vitória Rio de Janeiro São Paulo Rio de Janeiro: Botafogo Flamengo Fluminense São Paulo: Corinthians Palmeiras São PauloLocalização das equipes participantes da Série A de 2016. \| | \| América-MG Atlético-MG Atlético-PR Chapecoense Coritiba Cruzeiro Figueirense Grêmio Internacional Ponte Preta Santa Cruz Santos Sport Vitória Rio de Janeiro São Paulo Rio de Janeiro: Botafogo Flamengo Fluminense São Paulo: Corinthians Palmeiras São PauloLocalização das equipes participantes da Série A de 2016. \| | \| América-MG Atlético-MG Atlético-PR Chapecoense Coritiba Cruzeiro Figueirense Grêmio Internacional Ponte Preta Santa Cruz Santos Sport Vitória Rio de Janeiro São Paulo Rio de Janeiro: Botafogo Flamengo Fluminense São Paulo: Corinthians Palmeiras São PauloLocalização das equipes participantes da Série A de 2016. \| | \| América-MG Atlético-MG Atlético-PR Chapecoense Coritiba Cruzeiro Figueirense Grêmio Internacional Ponte Preta Santa Cruz Santos Sport Vitória Rio de Janeiro São Paulo Rio de Janeiro: Botafogo Flamengo Fluminense São Paulo: Corinthians Palmeiras São PauloLocalização das equipes participantes da Série A de 2016. \| | Mineirão            |
| Capacidade: 40 502 | \| América-MG Atlético-MG Atlético-PR Chapecoense Coritiba Cruzeiro Figueirense Grêmio Internacional Ponte Preta Santa Cruz Santos Sport Vitória Rio de Janeiro São Paulo Rio de Janeiro: Botafogo Flamengo Fluminense São Paulo: Corinthians Palmeiras São PauloLocalização das equipes participantes da Série A de 2016. \| | \| América-MG Atlético-MG Atlético-PR Chapecoense Coritiba Cruzeiro Figueirense Grêmio Internacional Ponte Preta Santa Cruz Santos Sport Vitória Rio de Janeiro São Paulo Rio de Janeiro: Botafogo Flamengo Fluminense São Paulo: Corinthians Palmeiras São PauloLocalização das equipes participantes da Série A de 2016. \| | \| América-MG Atlético-MG Atlético-PR Chapecoense Coritiba Cruzeiro Figueirense Grêmio Internacional Ponte Preta Santa Cruz Santos Sport Vitória Rio de Janeiro São Paulo Rio de Janeiro: Botafogo Flamengo Fluminense São Paulo: Corinthians Palmeiras São PauloLocalização das equipes participantes da Série A de 2016. \| | \| América-MG Atlético-MG Atlético-PR Chapecoense Coritiba Cruzeiro Figueirense Grêmio Internacional Ponte Preta Santa Cruz Santos Sport Vitória Rio de Janeiro São Paulo Rio de Janeiro: Botafogo Flamengo Fluminense São Paulo: Corinthians Palmeiras São PauloLocalização das equipes participantes da Série A de 2016. \| | Capacidade: 61 846  |
| | \| América-MG Atlético-MG Atlético-PR Chapecoense Coritiba Cruzeiro Figueirense Grêmio Internacional Ponte Preta Santa Cruz Santos Sport Vitória Rio de Janeiro São Paulo Rio de Janeiro: Botafogo Flamengo Fluminense São Paulo: Corinthians Palmeiras São PauloLocalização das equipes participantes da Série A de 2016. \| | \| América-MG Atlético-MG Atlético-PR Chapecoense Coritiba Cruzeiro Figueirense Grêmio Internacional Ponte Preta Santa Cruz Santos Sport Vitória Rio de Janeiro São Paulo Rio de Janeiro: Botafogo Flamengo Fluminense São Paulo: Corinthians Palmeiras São PauloLocalização das equipes participantes da Série A de 2016. \| | \| América-MG Atlético-MG Atlético-PR Chapecoense Coritiba Cruzeiro Figueirense Grêmio Internacional Ponte Preta Santa Cruz Santos Sport Vitória Rio de Janeiro São Paulo Rio de Janeiro: Botafogo Flamengo Fluminense São Paulo: Corinthians Palmeiras São PauloLocalização das equipes participantes da Série A de 2016. \| | \| América-MG Atlético-MG Atlético-PR Chapecoense Coritiba Cruzeiro Figueirense Grêmio Internacional Ponte Preta Santa Cruz Santos Sport Vitória Rio de Janeiro São Paulo Rio de Janeiro: Botafogo Flamengo Fluminense São Paulo: Corinthians Palmeiras São PauloLocalização das equipes participantes da Série A de 2016. \| |                     |
| Figueirense | \| América-MG Atlético-MG Atlético-PR Chapecoense Coritiba Cruzeiro Figueirense Grêmio Internacional Ponte Preta Santa Cruz Santos Sport Vitória Rio de Janeiro São Paulo Rio de Janeiro: Botafogo Flamengo Fluminense São Paulo: Corinthians Palmeiras São PauloLocalização das equipes participantes da Série A de 2016. \| | \| América-MG Atlético-MG Atlético-PR Chapecoense Coritiba Cruzeiro Figueirense Grêmio Internacional Ponte Preta Santa Cruz Santos Sport Vitória Rio de Janeiro São Paulo Rio de Janeiro: Botafogo Flamengo Fluminense São Paulo: Corinthians Palmeiras São PauloLocalização das equipes participantes da Série A de 2016. \| | \| América-MG Atlético-MG Atlético-PR Chapecoense Coritiba Cruzeiro Figueirense Grêmio Internacional Ponte Preta Santa Cruz Santos Sport Vitória Rio de Janeiro São Paulo Rio de Janeiro: Botafogo Flamengo Fluminense São Paulo: Corinthians Palmeiras São PauloLocalização das equipes participantes da Série A de 2016. \| | \| América-MG Atlético-MG Atlético-PR Chapecoense Coritiba Cruzeiro Figueirense Grêmio Internacional Ponte Preta Santa Cruz Santos Sport Vitória Rio de Janeiro São Paulo Rio de Janeiro: Botafogo Flamengo Fluminense São Paulo: Corinthians Palmeiras São PauloLocalização das equipes participantes da Série A de 2016. \| | Flamengo            |
| Orlando Scarpelli | \| América-MG Atlético-MG Atlético-PR Chapecoense Coritiba Cruzeiro Figueirense Grêmio Internacional Ponte Preta Santa Cruz Santos Sport Vitória Rio de Janeiro São Paulo Rio de Janeiro: Botafogo Flamengo Fluminense São Paulo: Corinthians Palmeiras São PauloLocalização das equipes participantes da Série A de 2016. \| | \| América-MG Atlético-MG Atlético-PR Chapecoense Coritiba Cruzeiro Figueirense Grêmio Internacional Ponte Preta Santa Cruz Santos Sport Vitória Rio de Janeiro São Paulo Rio de Janeiro: Botafogo Flamengo Fluminense São Paulo: Corinthians Palmeiras São PauloLocalização das equipes participantes da Série A de 2016. \| | \| América-MG Atlético-MG Atlético-PR Chapecoense Coritiba Cruzeiro Figueirense Grêmio Internacional Ponte Preta Santa Cruz Santos Sport Vitória Rio de Janeiro São Paulo Rio de Janeiro: Botafogo Flamengo Fluminense São Paulo: Corinthians Palmeiras São PauloLocalização das equipes participantes da Série A de 2016. \| | \| América-MG Atlético-MG Atlético-PR Chapecoense Coritiba Cruzeiro Figueirense Grêmio Internacional Ponte Preta Santa Cruz Santos Sport Vitória Rio de Janeiro São Paulo Rio de Janeiro: Botafogo Flamengo Fluminense São Paulo: Corinthians Palmeiras São PauloLocalização das equipes participantes da Série A de 2016. \| | Raulino de Oliveira |
| Capacidade: 19 984 | \| América-MG Atlético-MG Atlético-PR Chapecoense Coritiba Cruzeiro Figueirense Grêmio Internacional Ponte Preta Santa Cruz Santos Sport Vitória Rio de Janeiro São Paulo Rio de Janeiro: Botafogo Flamengo Fluminense São Paulo: Corinthians Palmeiras São PauloLocalização das equipes participantes da Série A de 2016. \| | \| América-MG Atlético-MG Atlético-PR Chapecoense Coritiba Cruzeiro Figueirense Grêmio Internacional Ponte Preta Santa Cruz Santos Sport Vitória Rio de Janeiro São Paulo Rio de Janeiro: Botafogo Flamengo Fluminense São Paulo: Corinthians Palmeiras São PauloLocalização das equipes participantes da Série A de 2016. \| | \| América-MG Atlético-MG Atlético-PR Chapecoense Coritiba Cruzeiro Figueirense Grêmio Internacional Ponte Preta Santa Cruz Santos Sport Vitória Rio de Janeiro São Paulo Rio de Janeiro: Botafogo Flamengo Fluminense São Paulo: Corinthians Palmeiras São PauloLocalização das equipes participantes da Série A de 2016. \| | \| América-MG Atlético-MG Atlético-PR Chapecoense Coritiba Cruzeiro Figueirense Grêmio Internacional Ponte Preta Santa Cruz Santos Sport Vitória Rio de Janeiro São Paulo Rio de Janeiro: Botafogo Flamengo Fluminense São Paulo: Corinthians Palmeiras São PauloLocalização das equipes participantes da Série A de 2016. \| | Capacidade: 18 230  |
| | \| América-MG Atlético-MG Atlético-PR Chapecoense Coritiba Cruzeiro Figueirense Grêmio Internacional Ponte Preta Santa Cruz Santos Sport Vitória Rio de Janeiro São Paulo Rio de Janeiro: Botafogo Flamengo Fluminense São Paulo: Corinthians Palmeiras São PauloLocalização das equipes participantes da Série A de 2016. \| | \| América-MG Atlético-MG Atlético-PR Chapecoense Coritiba Cruzeiro Figueirense Grêmio Internacional Ponte Preta Santa Cruz Santos Sport Vitória Rio de Janeiro São Paulo Rio de Janeiro: Botafogo Flamengo Fluminense São Paulo: Corinthians Palmeiras São PauloLocalização das equipes participantes da Série A de 2016. \| | \| América-MG Atlético-MG Atlético-PR Chapecoense Coritiba Cruzeiro Figueirense Grêmio Internacional Ponte Preta Santa Cruz Santos Sport Vitória Rio de Janeiro São Paulo Rio de Janeiro: Botafogo Flamengo Fluminense São Paulo: Corinthians Palmeiras São PauloLocalização das equipes participantes da Série A de 2016. \| | \| América-MG Atlético-MG Atlético-PR Chapecoense Coritiba Cruzeiro Figueirense Grêmio Internacional Ponte Preta Santa Cruz Santos Sport Vitória Rio de Janeiro São Paulo Rio de Janeiro: Botafogo Flamengo Fluminense São Paulo: Corinthians Palmeiras São PauloLocalização das equipes participantes da Série A de 2016. \| |                     |
| Fluminense | \| América-MG Atlético-MG Atlético-PR Chapecoense Coritiba Cruzeiro Figueirense Grêmio Internacional Ponte Preta Santa Cruz Santos Sport Vitória Rio de Janeiro São Paulo Rio de Janeiro: Botafogo Flamengo Fluminense São Paulo: Corinthians Palmeiras São PauloLocalização das equipes participantes da Série A de 2016. \| | \| América-MG Atlético-MG Atlético-PR Chapecoense Coritiba Cruzeiro Figueirense Grêmio Internacional Ponte Preta Santa Cruz Santos Sport Vitória Rio de Janeiro São Paulo Rio de Janeiro: Botafogo Flamengo Fluminense São Paulo: Corinthians Palmeiras São PauloLocalização das equipes participantes da Série A de 2016. \| | \| América-MG Atlético-MG Atlético-PR Chapecoense Coritiba Cruzeiro Figueirense Grêmio Internacional Ponte Preta Santa Cruz Santos Sport Vitória Rio de Janeiro São Paulo Rio de Janeiro: Botafogo Flamengo Fluminense São Paulo: Corinthians Palmeiras São PauloLocalização das equipes participantes da Série A de 2016. \| | \| América-MG Atlético-MG Atlético-PR Chapecoense Coritiba Cruzeiro Figueirense Grêmio Internacional Ponte Preta Santa Cruz Santos Sport Vitória Rio de Janeiro São Paulo Rio de Janeiro: Botafogo Flamengo Fluminense São Paulo: Corinthians Palmeiras São PauloLocalização das equipes participantes da Série A de 2016. \| | Grêmio              |
| Giulite Coutinho | \| América-MG Atlético-MG Atlético-PR Chapecoense Coritiba Cruzeiro Figueirense Grêmio Internacional Ponte Preta Santa Cruz Santos Sport Vitória Rio de Janeiro São Paulo Rio de Janeiro: Botafogo Flamengo Fluminense São Paulo: Corinthians Palmeiras São PauloLocalização das equipes participantes da Série A de 2016. \| | \| América-MG Atlético-MG Atlético-PR Chapecoense Coritiba Cruzeiro Figueirense Grêmio Internacional Ponte Preta Santa Cruz Santos Sport Vitória Rio de Janeiro São Paulo Rio de Janeiro: Botafogo Flamengo Fluminense São Paulo: Corinthians Palmeiras São PauloLocalização das equipes participantes da Série A de 2016. \| | \| América-MG Atlético-MG Atlético-PR Chapecoense Coritiba Cruzeiro Figueirense Grêmio Internacional Ponte Preta Santa Cruz Santos Sport Vitória Rio de Janeiro São Paulo Rio de Janeiro: Botafogo Flamengo Fluminense São Paulo: Corinthians Palmeiras São PauloLocalização das equipes participantes da Série A de 2016. \| | \| América-MG Atlético-MG Atlético-PR Chapecoense Coritiba Cruzeiro Figueirense Grêmio Internacional Ponte Preta Santa Cruz Santos Sport Vitória Rio de Janeiro São Paulo Rio de Janeiro: Botafogo Flamengo Fluminense São Paulo: Corinthians Palmeiras São PauloLocalização das equipes participantes da Série A de 2016. \| | Arena do Grêmio     |
| Capacidade: 13 544 | \| América-MG Atlético-MG Atlético-PR Chapecoense Coritiba Cruzeiro Figueirense Grêmio Internacional Ponte Preta Santa Cruz Santos Sport Vitória Rio de Janeiro São Paulo Rio de Janeiro: Botafogo Flamengo Fluminense São Paulo: Corinthians Palmeiras São PauloLocalização das equipes participantes da Série A de 2016. \| | \| América-MG Atlético-MG Atlético-PR Chapecoense Coritiba Cruzeiro Figueirense Grêmio Internacional Ponte Preta Santa Cruz Santos Sport Vitória Rio de Janeiro São Paulo Rio de Janeiro: Botafogo Flamengo Fluminense São Paulo: Corinthians Palmeiras São PauloLocalização das equipes participantes da Série A de 2016. \| | \| América-MG Atlético-MG Atlético-PR Chapecoense Coritiba Cruzeiro Figueirense Grêmio Internacional Ponte Preta Santa Cruz Santos Sport Vitória Rio de Janeiro São Paulo Rio de Janeiro: Botafogo Flamengo Fluminense São Paulo: Corinthians Palmeiras São PauloLocalização das equipes participantes da Série A de 2016. \| | \| América-MG Atlético-MG Atlético-PR Chapecoense Coritiba Cruzeiro Figueirense Grêmio Internacional Ponte Preta Santa Cruz Santos Sport Vitória Rio de Janeiro São Paulo Rio de Janeiro: Botafogo Flamengo Fluminense São Paulo: Corinthians Palmeiras São PauloLocalização das equipes participantes da Série A de 2016. \| | Capacidade: 55 662  |
| | \| América-MG Atlético-MG Atlético-PR Chapecoense Coritiba Cruzeiro Figueirense Grêmio Internacional Ponte Preta Santa Cruz Santos Sport Vitória Rio de Janeiro São Paulo Rio de Janeiro: Botafogo Flamengo Fluminense São Paulo: Corinthians Palmeiras São PauloLocalização das equipes participantes da Série A de 2016. \| | \| América-MG Atlético-MG Atlético-PR Chapecoense Coritiba Cruzeiro Figueirense Grêmio Internacional Ponte Preta Santa Cruz Santos Sport Vitória Rio de Janeiro São Paulo Rio de Janeiro: Botafogo Flamengo Fluminense São Paulo: Corinthians Palmeiras São PauloLocalização das equipes participantes da Série A de 2016. \| | \| América-MG Atlético-MG Atlético-PR Chapecoense Coritiba Cruzeiro Figueirense Grêmio Internacional Ponte Preta Santa Cruz Santos Sport Vitória Rio de Janeiro São Paulo Rio de Janeiro: Botafogo Flamengo Fluminense São Paulo: Corinthians Palmeiras São PauloLocalização das equipes participantes da Série A de 2016. \| | \| América-MG Atlético-MG Atlético-PR Chapecoense Coritiba Cruzeiro Figueirense Grêmio Internacional Ponte Preta Santa Cruz Santos Sport Vitória Rio de Janeiro São Paulo Rio de Janeiro: Botafogo Flamengo Fluminense São Paulo: Corinthians Palmeiras São PauloLocalização das equipes participantes da Série A de 2016. \| |                     |
| Internacional | \| América-MG Atlético-MG Atlético-PR Chapecoense Coritiba Cruzeiro Figueirense Grêmio Internacional Ponte Preta Santa Cruz Santos Sport Vitória Rio de Janeiro São Paulo Rio de Janeiro: Botafogo Flamengo Fluminense São Paulo: Corinthians Palmeiras São PauloLocalização das equipes participantes da Série A de 2016. \| | \| América-MG Atlético-MG Atlético-PR Chapecoense Coritiba Cruzeiro Figueirense Grêmio Internacional Ponte Preta Santa Cruz Santos Sport Vitória Rio de Janeiro São Paulo Rio de Janeiro: Botafogo Flamengo Fluminense São Paulo: Corinthians Palmeiras São PauloLocalização das equipes participantes da Série A de 2016. \| | \| América-MG Atlético-MG Atlético-PR Chapecoense Coritiba Cruzeiro Figueirense Grêmio Internacional Ponte Preta Santa Cruz Santos Sport Vitória Rio de Janeiro São Paulo Rio de Janeiro: Botafogo Flamengo Fluminense São Paulo: Corinthians Palmeiras São PauloLocalização das equipes participantes da Série A de 2016. \| | \| América-MG Atlético-MG Atlético-PR Chapecoense Coritiba Cruzeiro Figueirense Grêmio Internacional Ponte Preta Santa Cruz Santos Sport Vitória Rio de Janeiro São Paulo Rio de Janeiro: Botafogo Flamengo Fluminense São Paulo: Corinthians Palmeiras São PauloLocalização das equipes participantes da Série A de 2016. \| | Palmeiras           |
| Beira-Rio | \| América-MG Atlético-MG Atlético-PR Chapecoense Coritiba Cruzeiro Figueirense Grêmio Internacional Ponte Preta Santa Cruz Santos Sport Vitória Rio de Janeiro São Paulo Rio de Janeiro: Botafogo Flamengo Fluminense São Paulo: Corinthians Palmeiras São PauloLocalização das equipes participantes da Série A de 2016. \| | \| América-MG Atlético-MG Atlético-PR Chapecoense Coritiba Cruzeiro Figueirense Grêmio Internacional Ponte Preta Santa Cruz Santos Sport Vitória Rio de Janeiro São Paulo Rio de Janeiro: Botafogo Flamengo Fluminense São Paulo: Corinthians Palmeiras São PauloLocalização das equipes participantes da Série A de 2016. \| | \| América-MG Atlético-MG Atlético-PR Chapecoense Coritiba Cruzeiro Figueirense Grêmio Internacional Ponte Preta Santa Cruz Santos Sport Vitória Rio de Janeiro São Paulo Rio de Janeiro: Botafogo Flamengo Fluminense São Paulo: Corinthians Palmeiras São PauloLocalização das equipes participantes da Série A de 2016. \| | \| América-MG Atlético-MG Atlético-PR Chapecoense Coritiba Cruzeiro Figueirense Grêmio Internacional Ponte Preta Santa Cruz Santos Sport Vitória Rio de Janeiro São Paulo Rio de Janeiro: Botafogo Flamengo Fluminense São Paulo: Corinthians Palmeiras São PauloLocalização das equipes participantes da Série A de 2016. \| | Allianz Parque      |
| Capacidade: 50 128 | \| América-MG Atlético-MG Atlético-PR Chapecoense Coritiba Cruzeiro Figueirense Grêmio Internacional Ponte Preta Santa Cruz Santos Sport Vitória Rio de Janeiro São Paulo Rio de Janeiro: Botafogo Flamengo Fluminense São Paulo: Corinthians Palmeiras São PauloLocalização das equipes participantes da Série A de 2016. \| | \| América-MG Atlético-MG Atlético-PR Chapecoense Coritiba Cruzeiro Figueirense Grêmio Internacional Ponte Preta Santa Cruz Santos Sport Vitória Rio de Janeiro São Paulo Rio de Janeiro: Botafogo Flamengo Fluminense São Paulo: Corinthians Palmeiras São PauloLocalização das equipes participantes da Série A de 2016. \| | \| América-MG Atlético-MG Atlético-PR Chapecoense Coritiba Cruzeiro Figueirense Grêmio Internacional Ponte Preta Santa Cruz Santos Sport Vitória Rio de Janeiro São Paulo Rio de Janeiro: Botafogo Flamengo Fluminense São Paulo: Corinthians Palmeiras São PauloLocalização das equipes participantes da Série A de 2016. \| | \| América-MG Atlético-MG Atlético-PR Chapecoense Coritiba Cruzeiro Figueirense Grêmio Internacional Ponte Preta Santa Cruz Santos Sport Vitória Rio de Janeiro São Paulo Rio de Janeiro: Botafogo Flamengo Fluminense São Paulo: Corinthians Palmeiras São PauloLocalização das equipes participantes da Série A de 2016. \| | Capacidade: 43 713  |
| | \| América-MG Atlético-MG Atlético-PR Chapecoense Coritiba Cruzeiro Figueirense Grêmio Internacional Ponte Preta Santa Cruz Santos Sport Vitória Rio de Janeiro São Paulo Rio de Janeiro: Botafogo Flamengo Fluminense São Paulo: Corinthians Palmeiras São PauloLocalização das equipes participantes da Série A de 2016. \| | \| América-MG Atlético-MG Atlético-PR Chapecoense Coritiba Cruzeiro Figueirense Grêmio Internacional Ponte Preta Santa Cruz Santos Sport Vitória Rio de Janeiro São Paulo Rio de Janeiro: Botafogo Flamengo Fluminense São Paulo: Corinthians Palmeiras São PauloLocalização das equipes participantes da Série A de 2016. \| | \| América-MG Atlético-MG Atlético-PR Chapecoense Coritiba Cruzeiro Figueirense Grêmio Internacional Ponte Preta Santa Cruz Santos Sport Vitória Rio de Janeiro São Paulo Rio de Janeiro: Botafogo Flamengo Fluminense São Paulo: Corinthians Palmeiras São PauloLocalização das equipes participantes da Série A de 2016. \| | \| América-MG Atlético-MG Atlético-PR Chapecoense Coritiba Cruzeiro Figueirense Grêmio Internacional Ponte Preta Santa Cruz Santos Sport Vitória Rio de Janeiro São Paulo Rio de Janeiro: Botafogo Flamengo Fluminense São Paulo: Corinthians Palmeiras São PauloLocalização das equipes participantes da Série A de 2016. \| |                     |
| Ponte Preta | Santa Cruz | Santos | São Paulo | Sport | Vitória             |
| Moisés Lucarelli | Arruda | Vila Belmiro | Morumbi | Ilha do Retiro | Barradão            |
| Capacidade: 17 728 | Capacidade: 60 044 | Capacidade: 16 068 | Capacidade: 72 039 | Capacidade: 32 983 | Capacidade: 34 535  |
| | | | | |                     |
| América-MG Atlético-MG Atlético-PR Chapecoense Coritiba Cruzeiro Figueirense Grêmio Internacional Ponte Preta Santa Cruz Santos Sport Vitória Rio de Janeiro São Paulo Rio de Janeiro: Botafogo Flamengo Fluminense São Paulo: Corinthians Palmeiras São PauloLocalização das equipes participantes da Série A de 2016. | | | | |                     |

### Outros estádios
Além dos estádios de mando usual, outros estádios foram utilizados devido a punições de perda de mando de campo impostas pelo Superior Tribunal de Justiça Desportiva ou por conta de problemas de interdição dos estádios usuais ou simplesmente por opção dos clubes em mandar seus jogos em outros locais, geralmente buscando uma renda maior.

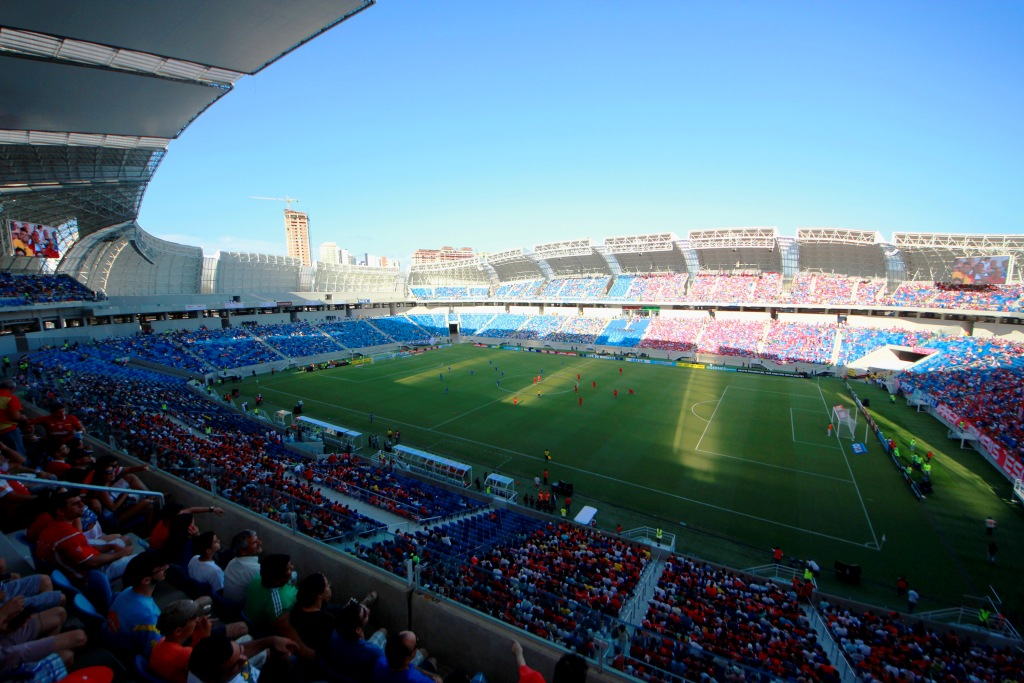
Arena das Dunas (Natal)
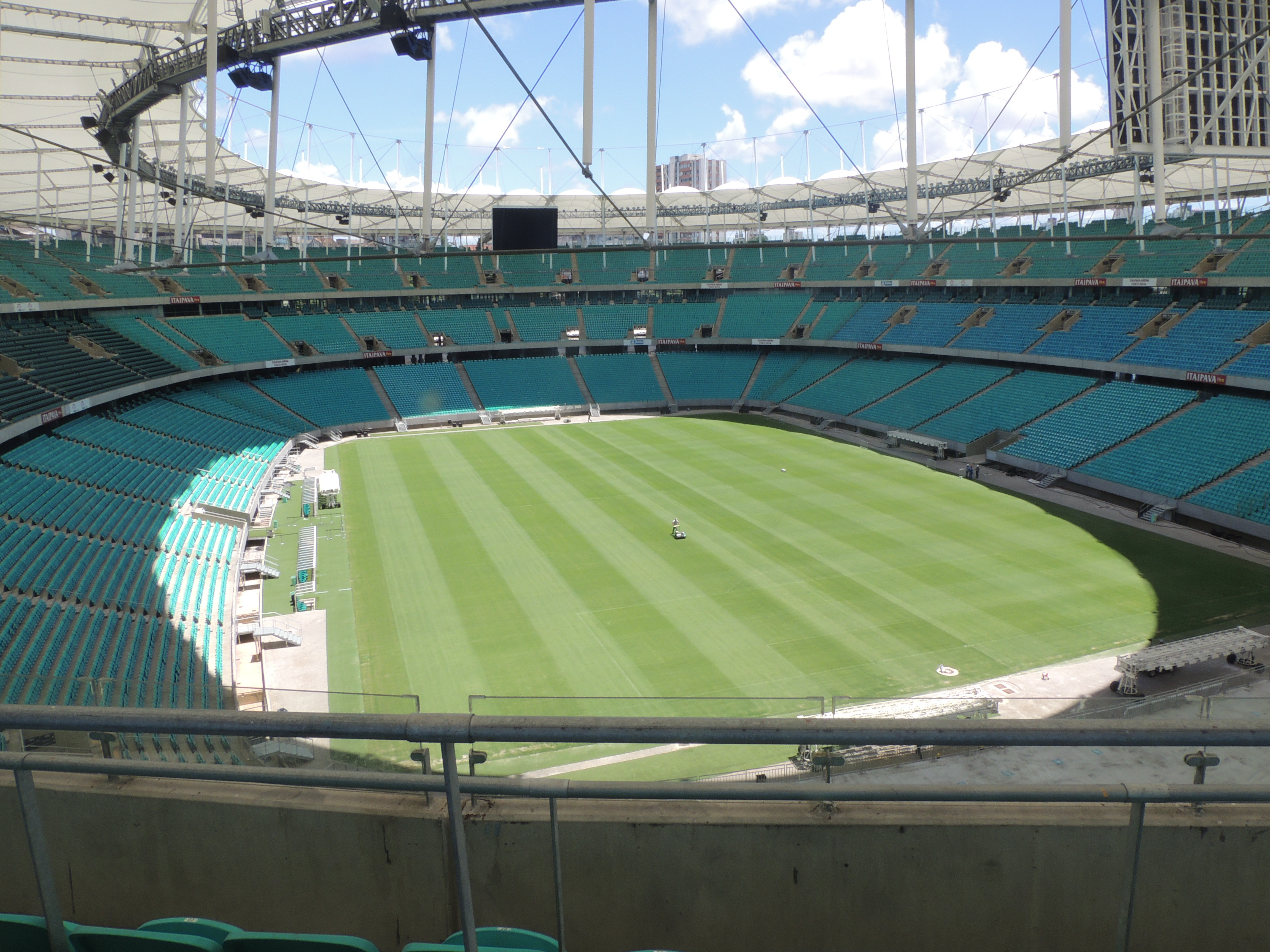
Arena Fonte Nova (Salvador)
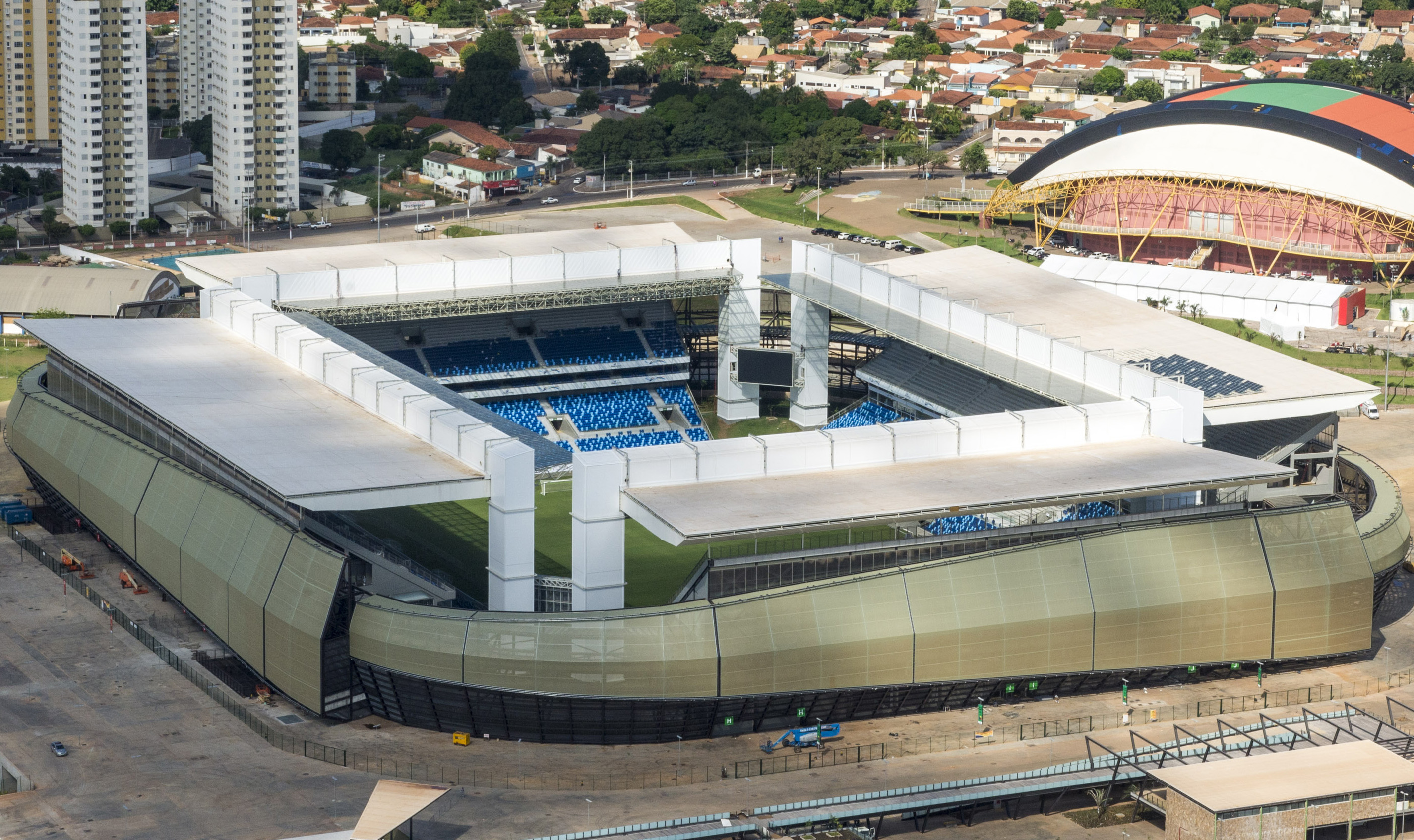
Arena Pantanal (Cuiabá)
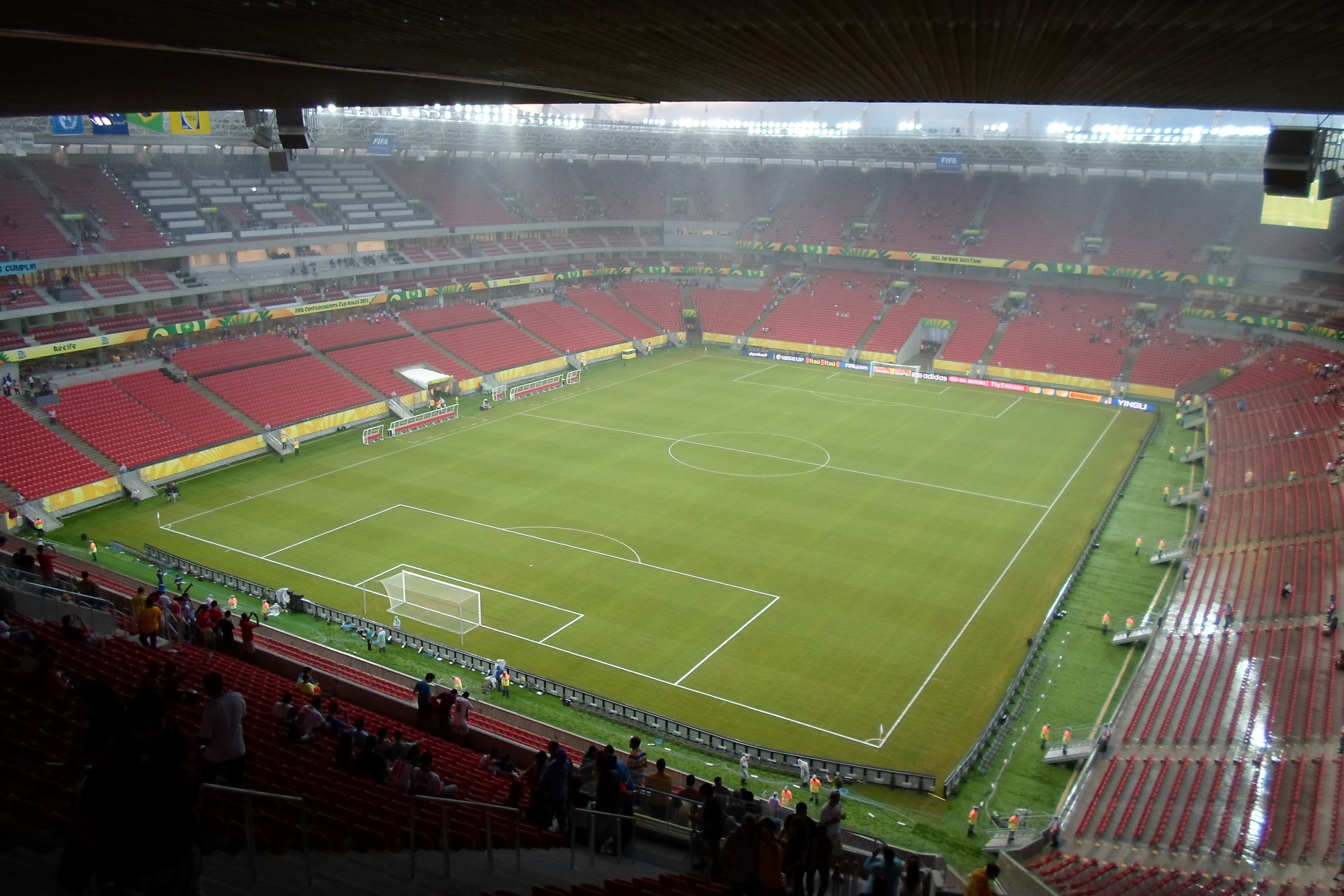
Arena Pernambuco (São Lourenço da Mata)
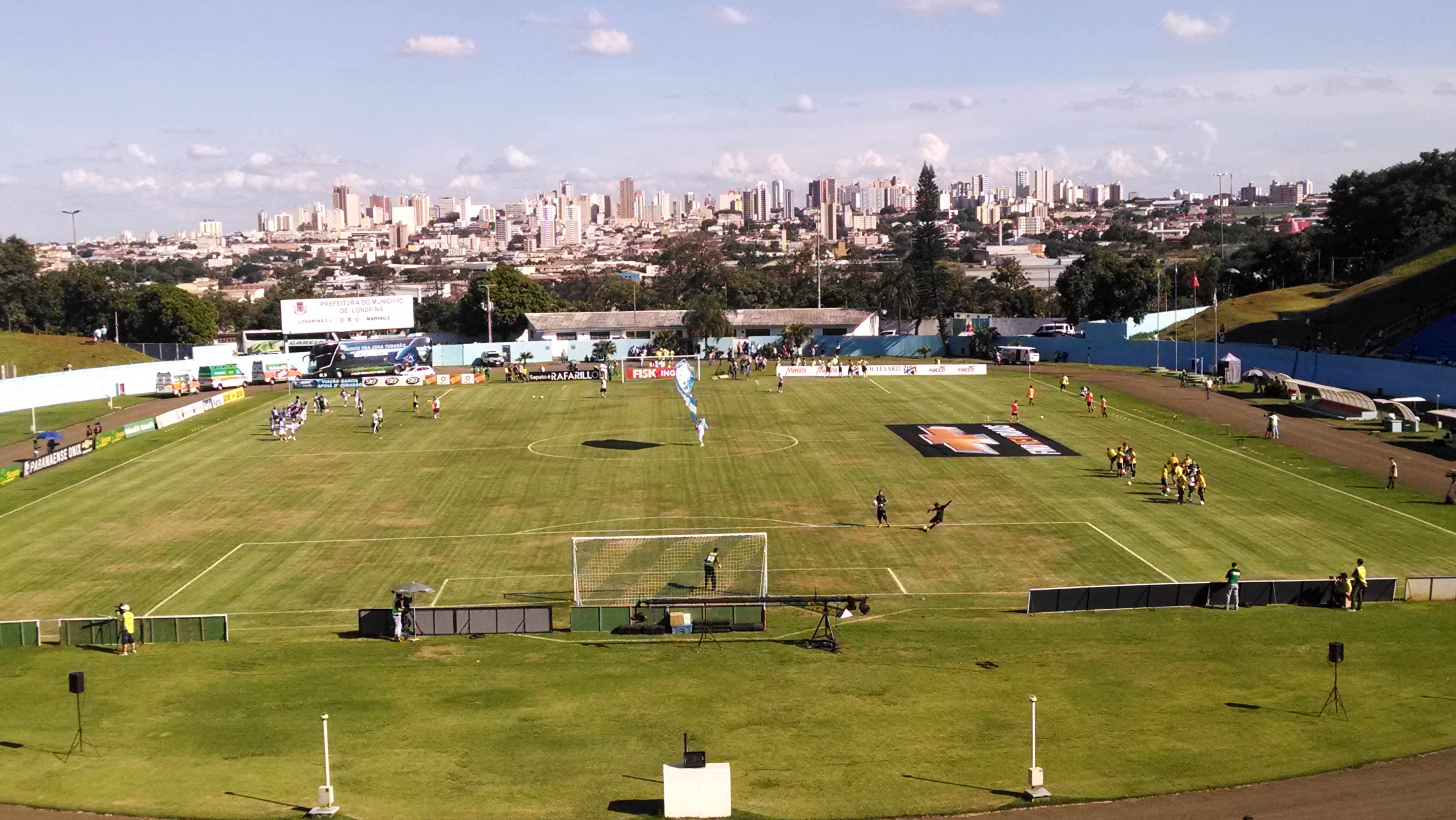
Estádio do Café (Londrina)
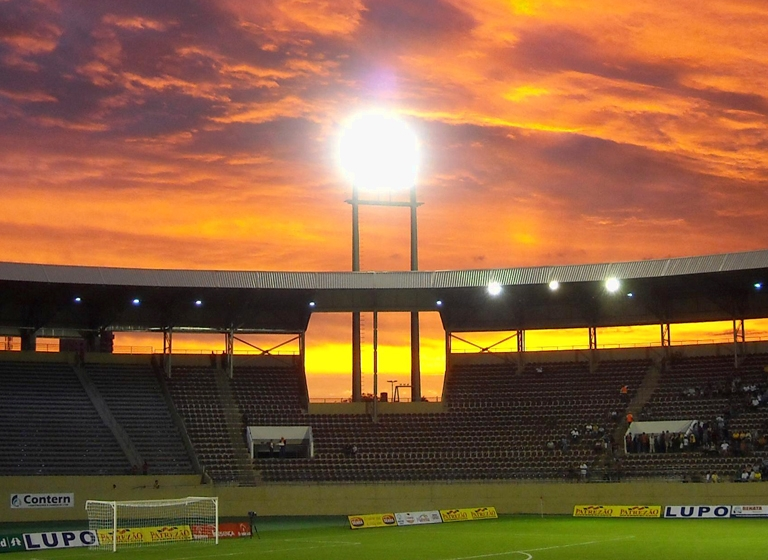
Fonte Luminosa (Araraquara)
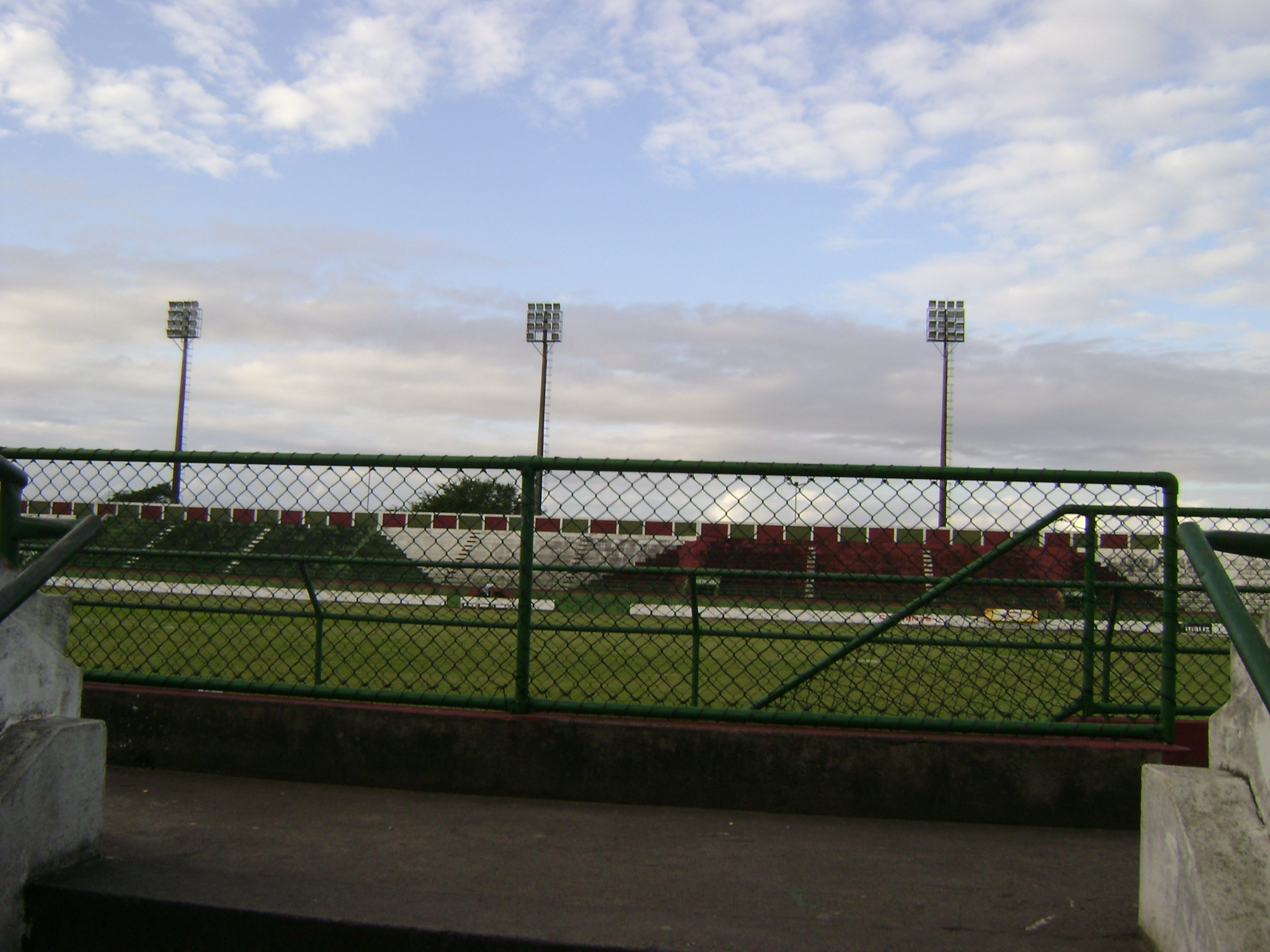
Joia da Princesa (Feira de Santana)
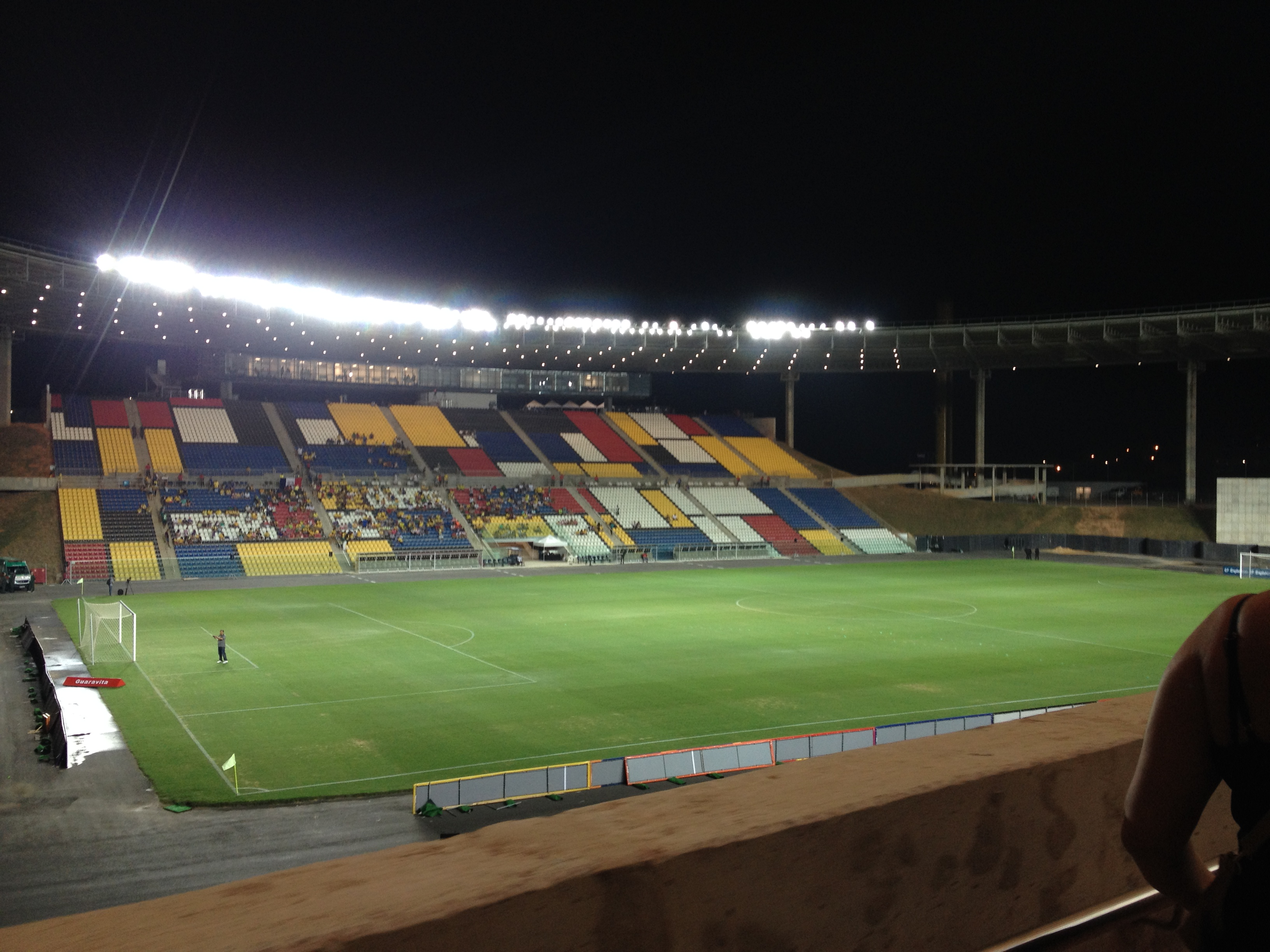
Kleber Andrade (Cariacica)
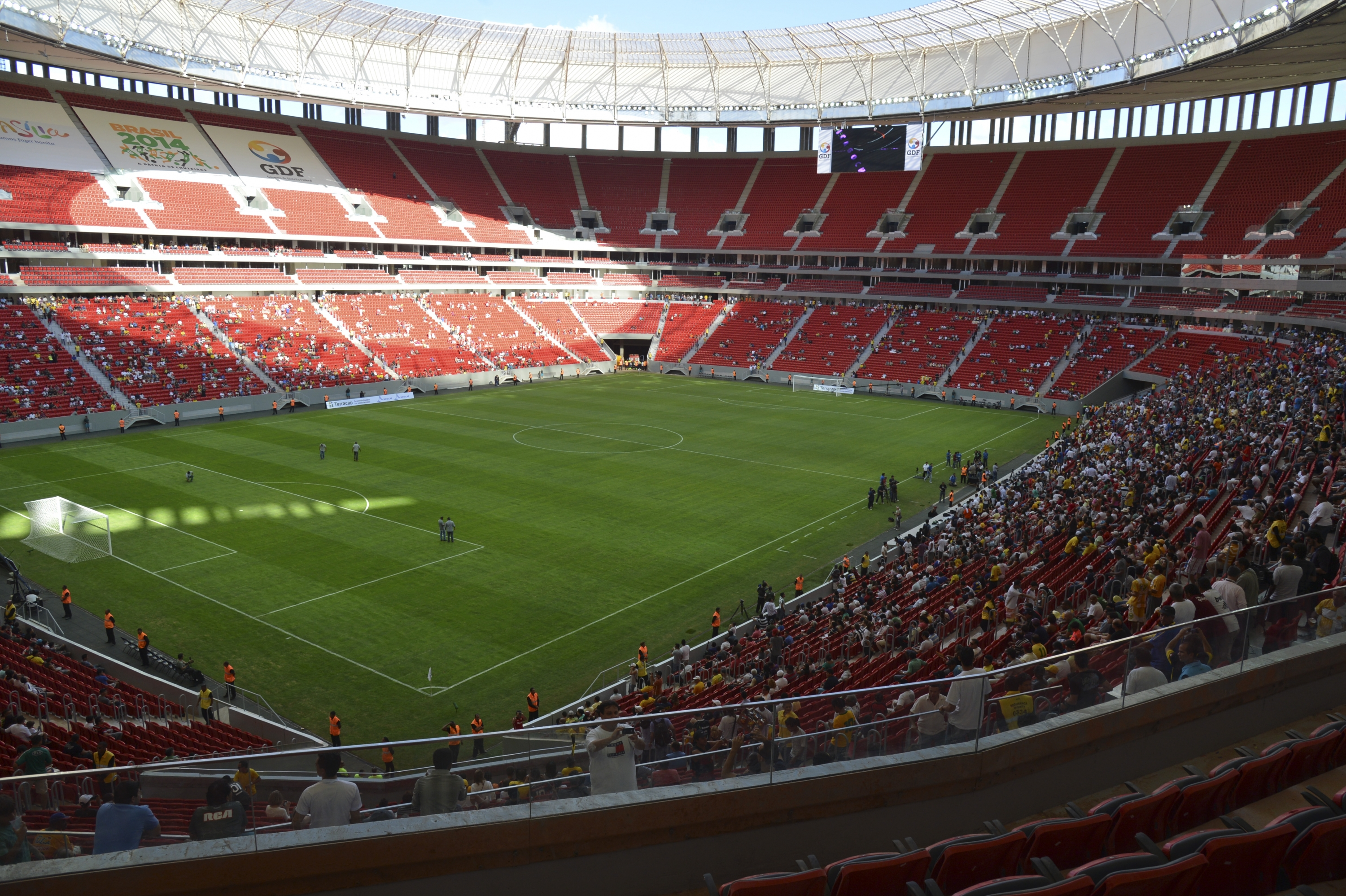
Mané Garrincha (Brasília)
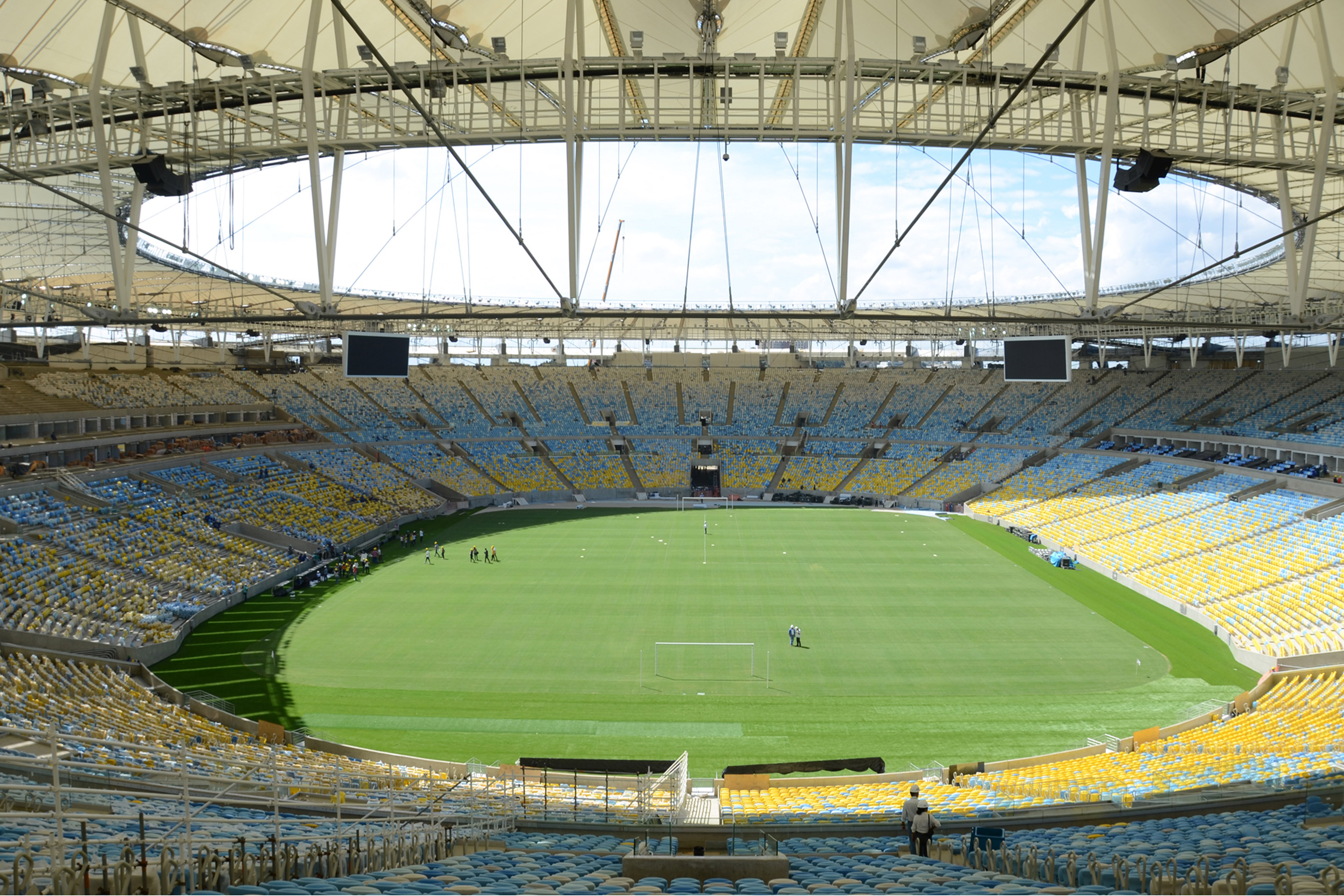
Maracanã (Rio de Janeiro)
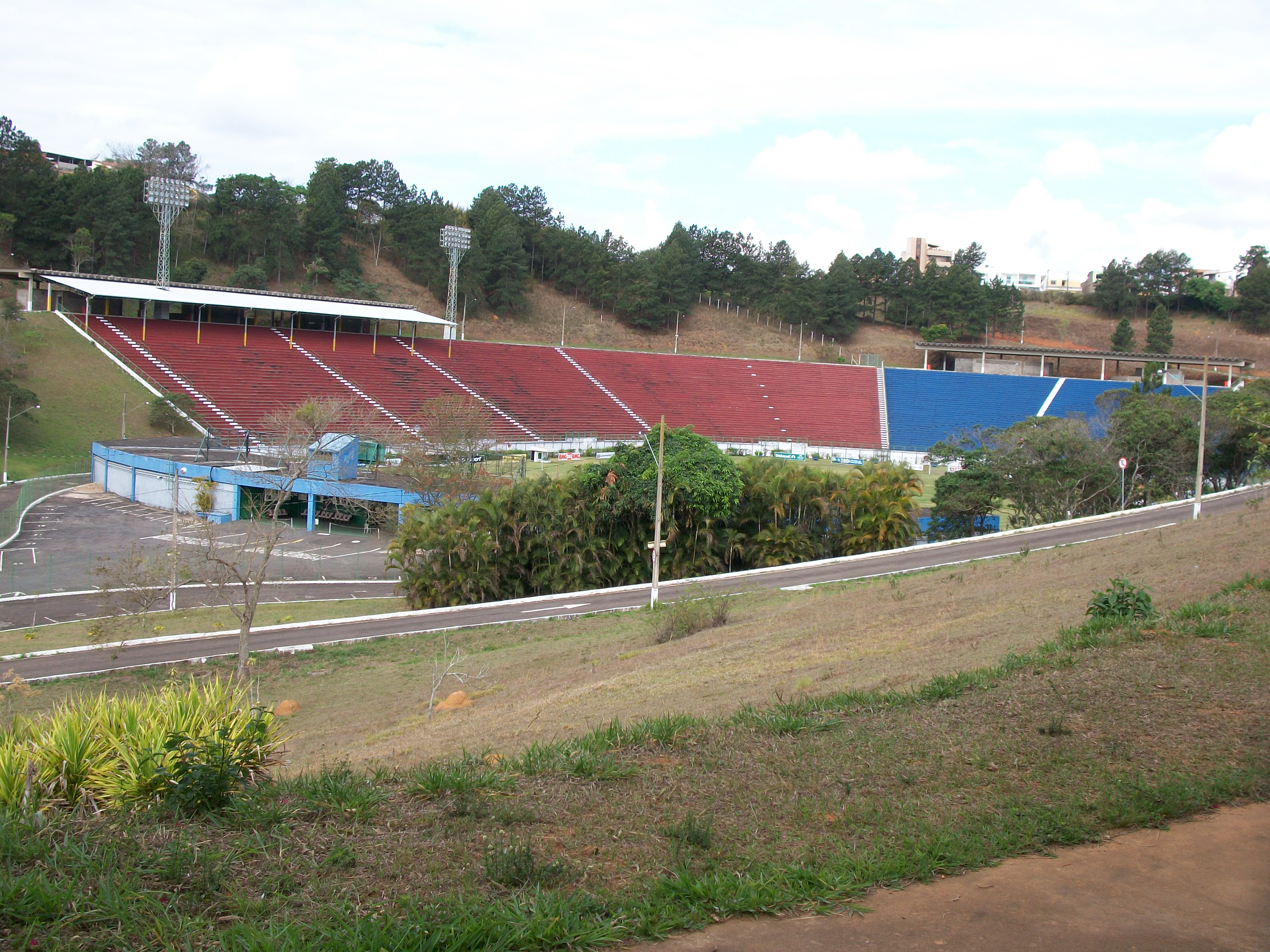
Mario Helênio (Juiz de Fora)
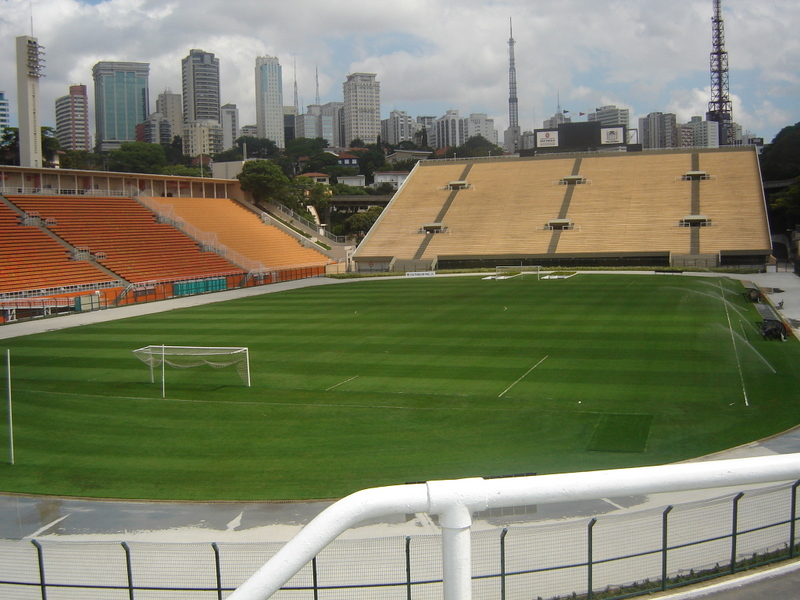
Pacaembu (São Paulo)
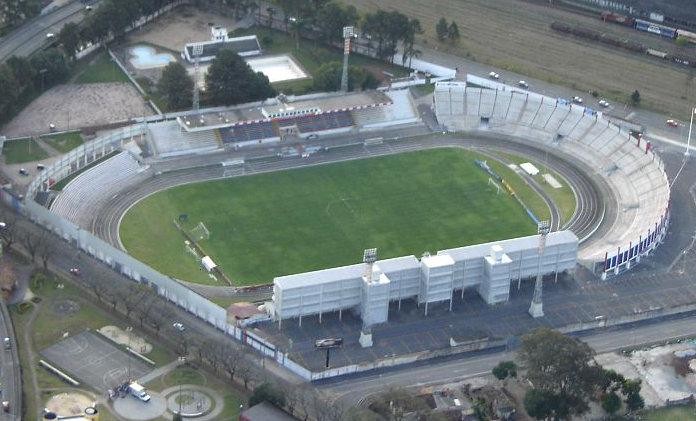
Vila Capanema (Curitiba)

## Classificação
| Pos | Equipe              | Pts | J  | V  | E  | D  | GP | GC | SG  | Classificação ou descenso                   |
| --- | ------------------- | --- | -- | -- | -- | -- | -- | -- | --- | ------------------------------------------- |
| 1   | Palmeiras (C)       | 80  | 38 | 24 | 8  | 6  | 62 | 32 | +30 | Fase de grupos da Copa Libertadores de 2017 |
| 2   | Santos              | 71  | 38 | 22 | 5  | 11 | 59 | 35 | +24 | Fase de grupos da Copa Libertadores de 2017 |
| 3   | Flamengo            | 71  | 38 | 20 | 11 | 7  | 52 | 35 | +17 | Fase de grupos da Copa Libertadores de 2017 |
| 4   | Atlético Mineiro    | 62  | 38 | 17 | 11 | 10 | 61 | 53 | +8  | Fase de grupos da Copa Libertadores de 2017 |
| 5   | Botafogo            | 59  | 38 | 17 | 8  | 13 | 43 | 39 | +4  | Segunda fase da Copa Libertadores de 2017   |
| 6   | Atlético Paranaense | 57  | 38 | 17 | 6  | 15 | 38 | 32 | +6  | Segunda fase da Copa Libertadores de 2017   |
| 7   | Corinthians         | 55  | 38 | 15 | 10 | 13 | 48 | 42 | +6  | Copa Sul-Americana de 2017                  |
| 8   | Ponte Preta         | 53  | 38 | 15 | 8  | 15 | 48 | 52 | −4  | Copa Sul-Americana de 2017                  |
| 9   | Grêmio              | 53  | 38 | 14 | 11 | 13 | 41 | 44 | −3  | Fase de grupos da Copa Libertadores de 2017 |
| 10  | São Paulo           | 52  | 38 | 14 | 10 | 14 | 44 | 36 | +8  | Copa Sul-Americana de 2017                  |
| 11  | Chapecoense         | 52  | 38 | 13 | 13 | 12 | 49 | 56 | −7  | Fase de grupos da Copa Libertadores de 2017 |
| 12  | Cruzeiro            | 51  | 38 | 14 | 9  | 15 | 48 | 49 | −1  | Copa Sul-Americana de 2017                  |
| 13  | Fluminense          | 50  | 38 | 13 | 11 | 14 | 45 | 45 | 0   | Copa Sul-Americana de 2017                  |
| 14  | Sport               | 47  | 38 | 13 | 8  | 17 | 49 | 55 | −6  | Copa Sul-Americana de 2017                  |
| 15  | Coritiba            | 46  | 38 | 11 | 13 | 14 | 41 | 42 | −1  |                                             |
| 16  | Vitória             | 45  | 38 | 12 | 9  | 17 | 51 | 53 | −2  |                                             |
| 17  | Internacional       | 43  | 38 | 11 | 10 | 17 | 35 | 41 | −6  | Rebaixados à Série B de 2017                |
| 18  | Figueirense         | 37  | 38 | 8  | 13 | 17 | 30 | 50 | −20 | Rebaixados à Série B de 2017                |
| 19  | Santa Cruz          | 28  | 38 | 8  | 7  | 23 | 45 | 69 | −24 | Rebaixados à Série B de 2017                |
| 20  | América Mineiro     | 28  | 38 | 7  | 7  | 24 | 23 | 58 | −35 | Rebaixados à Série B de 2017                |

1. 1 2 3  Grêmio e Chapecoense têm vaga garantida na Copa Libertadores de 2017 por serem campeões, respectivamente, da Copa do Brasil de 2016 e da Copa Sul-Americana de 2016.
2. 1 2  O jogo da 38ª rodada entre Chapecoense e Atlético Mineiro foi cancelado depois que ambas as equipes se recusaram a jogar após o acidente do avião da equipe da Chapecoense.[49] Ambas as equipes receberam um duplo walkover (derrota por 0–3).[50]
3. ↑  O Santa Cruz foi penalizado com a perda de três pontos por atraso no pagamentos de salários.

### Punição ao Santa Cruz
Em 1 de junho de 2017, o Superior Tribunal de Justiça Desportiva puniu o Santa Cruz com a perda de três pontos por causa de atrasos nos salários, além de uma multa no valor de 30 mil reais. A penalidade faz parte do "Fair Play Trabalhista", incluído no Regulamento Específico das Séries A, B e C desde 2015. A penalidade, porém, não alterou a classificação final do campeonato.

### O "Caso Victor Ramos"
Caso Victor Ramos é o nome dado ao imbróglio jurídico envolvendo o Internacional e o Vitória, acerca da suposta escalação irregular do jogador Victor Ramos. O problema começou ainda no Campeonato Baiano, quando o Flamengo de Guanambi solicitou ao TJD-BA a abertura de inquérito para investigar a escalação irregular do jogador, após a equipe ser eliminada do Campeonato Baiano pelo Vitória.
A origem da discussão está no fato de que Victor Ramos esteve emprestado ao Palmeiras em 2015, enquanto seus direitos pertenciam ao Monterrey, do México. Ocorre que, mesmo com o término do empréstimo, o zagueiro continuou registrado no TMS (sistema de transferências da FIFA) como jogador com contrato ativo com o Palmeiras. Isso se deu porque, ao fim do contrato de empréstimo de Victor Ramos, o Monterrey não requereu o ITC (Certificado de Transferência Internacional) do jogador de volta para o México, ou seja, o registro do jogador permaneceu no Brasil. Aproveitando-se dessa situação, o Vitória contratou Victor Ramos no dia 14 de fevereiro de 2016, também por empréstimo. Porém, ao invés de formalizar a transferência do atleta de acordo com as orientações para uma transferência internacional, recomendadas pela FIFA, o Vitória efetuou a transferência do zagueiro como sendo nacional. Com o cadastro da transferência feito como nacional, o jogador pôde atuar no Campeonato Baiano daquele ano, já que fora inscrito no BID (sistema da CBF que publica os jogadores inscritos nos clubes brasileiros) no dia 18 de março, enquanto se a transferência seguisse os moldes internacionais, o prazo para inscrições teria vencido no dia 16 de março.
A defesa do Vitória alegou que a transferência de Victor Ramos fora nacional, já que o Monterrey não havia solicitado o retorno do ITC do jogador quando terminou o seu empréstimo com o Palmeiras, portanto o seu registro ainda estava no Brasil e isso caracterizaria a transferência como nacional. Tanto a CBF quanto o STJD, na época, posicionaram-se de acordo com os argumentos do Vitória.
Nas últimas rodadas do Campeonato Brasileiro de 2016, Internacional e Vitória disputavam ponto a ponto a permanência na Série A; em razão disso, o Internacional, com o objetivo de tirar pontos do Vitória, no dia 1 de dezembro de 2016, ingressou no processo movido pelo Flamengo de Guanambi como terceiro interessado, requerendo o seu desarquivamento. Para sustentar o seu pedido, o Internacional anexou uma suposta troca de e-mails entre a diretoria do Vitória e o Diretor de Registros da CBF, Reynaldo Buzzoni, na qual o Diretor da CBF orienta o Vitória a realizar a transferência internacional do atleta. O próprio Reynaldo afirmou, em entrevista, que o modo ideal para a transferência seria o internacional, embora o meio usado pelo Vitória não seja irregular. Os advogados do Internacional, ao anexar esta troca de e-mails no processo, estariam tentando demonstrar a má-fé do Vitória ao registrar a transferência como nacional. Outro documento trazido pelo Internacional demonstrava que o Vitória chegou a iniciar o procedimento da transferência internacional de Victor Ramos, mas desistiu e acabou registrando a transferência como nacional.
Em que pese a documentação trazida pelo Internacional, o Procurador-Geral do STJD, Felipe Bevilacqua, entendeu que não havia elementos suficientes para comprovar a violação às regras e, por isso, manteve o arquivamento do inquérito.
Inconformado, o Internacional recorreu ao TAS (Tribunal Arbitral do Esporte, na Suíça) da decisão do STJD. No dia 4 de abril de 2017, foi realizada a audiência, o Vitória e a CBF alegaram a incompetência do TAS para julgar a matéria, já que a sua competência é apenas recursal, e a decisão que embasou o recurso não foi um julgamento, mas sim uma decisão de arquivamento de inquérito do Procurador do STJD, e o caso sequer foi julgado no Brasil. No dia 6 de abril, o TAS entendeu pela sua incompetência e o Caso Victor Ramos foi encerrado.

#### O caso dos e-mails falsificados
O caso dos e-mails falsificados foi um desdobramento do Caso Victor Ramos que envolveu o Internacional, a CBF e o ex-empresário de Victor Ramos, Francisco Godoy. Quando o Internacional anexou os e-mails que mostravam a troca de mensagens entre o Vitória e Reynaldo Buzzoni no processo que movia contra o Vitória, a CBF alegou que os e-mails foram adulterados.
Posteriormente, a investigação do STJD demonstrou que o conteúdo dos e-mails foi modificado pelo ex-empresário de Victor Ramos, Francisco Godoy, com o objetivo de facilitar a compreensão dos dirigentes mexicanos. Ocorre que a modificação suprimiu algumas partes importantes do e-mail, que tornavam o seu conteúdo diferente do original, e foi esse e-mail falso que foi anexado no processo pelo Internacional. A pena para a equipe poderia ir desde multa até exclusão do Campeonato Brasileiro da Série B.
O Internacional foi julgado e condenado pelo STJD pelo uso do e-mail falso no processo, foi aplicada a pena de multa no valor de R$ 720 mil, a maior da história do tribunal, o ex-presidente do Internacional, Vitório Piffero, também foi condenado a pagar multa no valor de R$ 90 mil e de afastamento do futebol por 555 dias.
Pela adulteração do e-mail, o empresário Francisco Godoy foi denunciado pelo Ministério Público do Rio de Janeiro pelo crime de falsificação, cuja pena é de reclusão de um a cinco anos e multa. 

## Confrontos
|               | AMM | ATM     | ATP | BOT | CHA | COR | CTB | CRU | FIG | FLA | FLU | GRE | INT | PAL | PON | STC | SAN | SPA | SPT | VIT |
| ------------- | --- | ------- | --- | --- | --- | --- | --- | --- | --- | --- | --- | --- | --- | --- | --- | --- | --- | --- | --- | --- |
| América-MG    | —   | 0–1     | 1–0 | 1–0 | 1–2 | 0–2 | 2–1 | 0–2 | 1–0 | 0–1 | 0–1 | 0–0 | 1–0 | 0–2 | 1–2 | 0–3 | 1–0 | 1–0 | 2–2 | 1–1 |
| Atlético-MG   | 3–0 | —       | 1–0 | 5–3 | 3–1 | 2–1 | 2–1 | 2–3 | 3–0 | 2–2 | 1–1 | 0–3 | 3–1 | 1–1 | 3–0 | 3–0 | 1–0 | 1–2 | 1–0 | 2–1 |
| Atlético-PR   | 1–0 | 1–1     | —   | 1–0 | 3–1 | 2–0 | 2–0 | 1–0 | 2–1 | 0–0 | 1–0 | 2–0 | 2–1 | 0–1 | 3–0 | 1–0 | 1–0 | 1–0 | 2–0 | 1–1 |
| Botafogo      | 3–1 | 3–2     | 2–1 | —   | 0–2 | 2–0 | 0–0 | 0–1 | 0–0 | 3–3 | 1–0 | 2–1 | 1–0 | 3–1 | 1–1 | 2–1 | 0–1 | 0–1 | 3–0 | 1–1 |
| Chapecoense   | 3–1 | W.O.[a] | 0–0 | 2–1 | —   | 0–2 | 1–0 | 3–2 | 1–0 | 1–3 | 0–0 | 3–3 | 1–0 | 1–1 | 2–2 | 1–1 | 0–1 | 2–0 | 3–0 | 1–4 |
| Corinthians   | 2–0 | 0–0     | 0–0 | 3–1 | 1–1 | —   | 2–1 | 1–1 | 1–1 | 4–0 | 0–1 | 0–0 | 1–0 | 0–2 | 3–0 | 2–1 | 1–0 | 1–1 | 3–0 | 2–1 |
| Coritiba      | 3–0 | 2–0     | 1–0 | 0–0 | 3–4 | 1–1 | —   | 1–0 | 0–0 | 0–2 | 1–1 | 4–0 | 1–1 | 2–2 | 3–1 | 1–0 | 2–1 | 1–1 | 3–2 | 0–1 |
| Cruzeiro      | 1–1 | 1–1     | 0–3 | 0–2 | 0–0 | 3–2 | 2–2 | —   | 2–2 | 0–1 | 4–2 | 1–0 | 4–2 | 2–1 | 2–0 | 2–0 | 2–2 | 0–1 | 1–2 | 2–2 |
| Figueirense   | 2–2 | 1–1     | 1–0 | 0–1 | 1–1 | 1–1 | 0–0 | 1–2 | —   | 1–0 | 1–0 | 0–0 | 3–2 | 1–2 | 0–0 | 3–1 | 2–2 | 1–0 | 1–1 | 1–0 |
| Flamengo      | 2–1 | 2–0     | 1–0 | 0–0 | 2–2 | 2–2 | 2–2 | 2–1 | 2–0 | —   | 1–2 | 2–1 | 1–0 | 1–2 | 2–1 | 3–0 | 2–0 | 2–2 | 1–0 | 1–0 |
| Fluminense    | 1–0 | 4–2     | 1–1 | 1–0 | 1–2 | 1–0 | 0–0 | 2–0 | 3–2 | 1–2 | —   | 1–1 | 1–1 | 0–2 | 3–0 | 2–2 | 2–4 | 1–2 | 3–1 | 2–2 |
| Grêmio        | 3–0 | 1–1     | 1–0 | 0–1 | 1–0 | 3–0 | 2–0 | 2–0 | 2–1 | 1–0 | 0–1 | —   | 0–0 | 0–0 | 1–0 | 0–0 | 3–2 | 1–0 | 0–3 | 1–2 |
| Internacional | 3–1 | 2–0     | 1–0 | 2–3 | 0–0 | 0–1 | 1–0 | 1–0 | 1–0 | 2–1 | 2–2 | 0–1 | —   | 0–1 | 1–1 | 1–1 | 2–1 | 1–1 | 1–0 | 0–1 |
| Palmeiras     | 2–0 | 0–1     | 4–0 | 1–0 | 1–0 | 1–0 | 2–1 | 0–0 | 4–0 | 1–1 | 2–0 | 4–3 | 1–0 | —   | 2–2 | 3–1 | 1–1 | 2–1 | 2–1 | 2–1 |
| Ponte Preta   | 1–1 | 1–2     | 3–2 | 2–0 | 2–1 | 2–0 | 2–0 | 0–4 | 2–0 | 1–2 | 1–0 | 3–0 | 2–2 | 2–1 | —   | 3–0 | 1–2 | 1–0 | 2–1 | 2–0 |
| Santa Cruz    | 1–0 | 3–3     | 1–0 | 0–1 | 2–2 | 2–4 | 0–1 | 4–1 | 1–0 | 0–1 | 0–1 | 5–1 | 1–0 | 2–3 | 0–3 | —   | 0–2 | 1–2 | 0–1 | 4–1 |
| Santos        | 1–0 | 3–0     | 2–0 | 3–0 | 3–0 | 2–1 | 2–1 | 2–0 | 0–1 | 0–0 | 2–1 | 1–1 | 0–1 | 1–0 | 3–1 | 3–2 | —   | 3–0 | 2–0 | 3–2 |
| São Paulo     | 3–0 | 1–2     | 1–2 | 0–1 | 2–2 | 4–0 | 0–0 | 1–0 | 3–1 | 0–0 | 2–1 | 1–1 | 1–2 | 1–0 | 2–0 | 5–0 | 0–1 | —   | 0–0 | 2–0 |
| Sport         | 1–1 | 4–4     | 2–0 | 1–1 | 5–1 | 0–2 | 0–1 | 0–1 | 2–0 | 1–0 | 2–1 | 4–2 | 1–1 | 1–3 | 1–0 | 5–3 | 1–0 | 1–1 | —   | 1–0 |
| Vitória       | 2–1 | 1–1     | 3–2 | 0–1 | 1–2 | 3–2 | 3–1 | 0–1 | 4–0 | 1–2 | 0–0 | 0–1 | 1–0 | 1–2 | 1–1 | 2–2 | 2–3 | 2–0 | 3–2 | —   |

| Vitória do mandante; Vitória do visitante; Empate. | Em negrito os jogos "clássicos". |

- a. ^ A partida entre Chapecoense e Atlético Mineiro, válida pela 38ª rodada, foi um W.O. duplo, uma vez que as duas equipes se recusaram a jogar por conta do acidente de avião envolvendo a delegação do time catarinense no dia 29 de novembro.[62]

## Desempenho por rodada
Clubes que lideraram o campeonato ao final de cada rodada:
| Rodadas | Rodadas | Rodadas | Rodadas | Rodadas | Rodadas | Rodadas | Rodadas | Rodadas | Rodadas | Rodadas | Rodadas | Rodadas | Rodadas | Rodadas | Rodadas | Rodadas | Rodadas | Rodadas | Rodadas | Rodadas | Rodadas | Rodadas | Rodadas | Rodadas | Rodadas | Rodadas | Rodadas | Rodadas | Rodadas | Rodadas | Rodadas | Rodadas | Rodadas | Rodadas | Rodadas | Rodadas | Rodadas |
| ------- | ------- | ------- | ------- | ------- | ------- | ------- | ------- | ------- | ------- | ------- | ------- | ------- | ------- | ------- | ------- | ------- | ------- | ------- | ------- | ------- | ------- | ------- | ------- | ------- | ------- | ------- | ------- | ------- | ------- | ------- | ------- | ------- | ------- | ------- | ------- | ------- | ------- |
| 1       | 2       | 3       | 4       | 5       | 6       | 7       | 8       | 9       | 10      | 11      | 12      | 13      | 14      | 15      | 16      | 17      | 18      | 19      | 20      | 21      | 22      | 23      | 24      | 25      | 26      | 27      | 28      | 29      | 30      | 31      | 32      | 33      | 34      | 35      | 36      | 37      | 38      |
| PAL     | STC     | STC     | GRE     | INT     | COR     | INT     | INT     | PAL     | PAL     | PAL     | PAL     | PAL     | PAL     | PAL     | PAL     | COR     | SAN     | PAL     | PAL     | PAL     | PAL     | PAL     | PAL     | PAL     | PAL     | PAL     | PAL     | PAL     | PAL     | PAL     | PAL     | PAL     | PAL     | PAL     | PAL     | PAL     | PAL     |

Clubes que ficaram na última posição do campeonato ao final de cada rodada:
| Rodadas | Rodadas | Rodadas | Rodadas | Rodadas | Rodadas | Rodadas | Rodadas | Rodadas | Rodadas | Rodadas | Rodadas | Rodadas | Rodadas | Rodadas | Rodadas | Rodadas | Rodadas | Rodadas | Rodadas | Rodadas | Rodadas | Rodadas | Rodadas | Rodadas | Rodadas | Rodadas | Rodadas | Rodadas | Rodadas | Rodadas | Rodadas | Rodadas | Rodadas | Rodadas | Rodadas | Rodadas | Rodadas |
| ------- | ------- | ------- | ------- | ------- | ------- | ------- | ------- | ------- | ------- | ------- | ------- | ------- | ------- | ------- | ------- | ------- | ------- | ------- | ------- | ------- | ------- | ------- | ------- | ------- | ------- | ------- | ------- | ------- | ------- | ------- | ------- | ------- | ------- | ------- | ------- | ------- | ------- |
| 1       | 2       | 3       | 4       | 5       | 6       | 7       | 8       | 9       | 10      | 11      | 12      | 13      | 14      | 15      | 16      | 17      | 18      | 19      | 20      | 21      | 22      | 23      | 24      | 25      | 26      | 27      | 28      | 29      | 30      | 31      | 32      | 33      | 34      | 35      | 36      | 37      | 38      |
| ATP     | AMM     | ATP     | SPT     | AMM     | BOT     | BOT     | AMM     | CRU     | AMM     | AMM     | AMM     | AMM     | AMM     | AMM     | AMM     | AMM     | AMM     | AMM     | AMM     | AMM     | AMM     | AMM     | AMM     | AMM     | AMM     | AMM     | AMM     | AMM     | AMM     | AMM     | STC     | STC     | AMM     | AMM     | AMM     | AMM     | AMM     |

## Estatísticas
| Gols | Jogador          | Time             |
| ---- | ---------------- | ---------------- |
| 14   | Diego Souza      | Sport            |
| 14   | Fred             | Atlético Mineiro |
| 14   | William Pottker  | Ponte Preta      |
| 13   | Grafite          | Santa Cruz       |
| 12   | Gabriel Jesus    | Palmeiras        |
| 12   | Marinho          | Vitória          |
| 12   | Robinho          | Atlético Mineiro |
| 12   | Sassá            | Botafogo         |
| 11   | Ricardo Oliveira | Santos           |

| Total | Jogador                | Time             |
| ----- | ---------------------- | ---------------- |
| 10    | Dudu                   | Palmeiras        |
| 10    | Gustavo Scarpa         | Fluminense       |
| 9     | Giorgian De Arrascaeta | Cruzeiro         |
| 8     | Diego Renan            | Vitória          |
| 8     | Robinho                | Atlético Mineiro |
| 8     | Robinho                | Cruzeiro         |
| 7     | Everton                | Flamengo         |
| 7     | Keno                   | Santa Cruz       |

### Hat-tricks
| Jogador      | Clube       | Adversário      | Placar  | Data        | Ref.   |
| ------------ | ----------- | --------------- | ------- | ----------- | ------ |
| Bruno Rangel | Chapecoense | Coritiba        | 4–3 (F) | 1 de junho  | [ 65 ] |
| Sassá        | Botafogo    | América Mineiro | 3–1 (C) | 15 de junho | [ 66 ] |
| Rafael Sóbis | Cruzeiro    | Internacional   | 4–2 (C) | 4 de agosto | [ 67 ] |

(C) Em casa
(F) Fora de casa

## Maiores públicos
Estes são os dez maiores públicos do Campeonato:
| Nº | Público[PP] | Mandante         | Placar | Visitante     | Estádio         | Data          | Rodada | Ref.   |
| -- | ----------- | ---------------- | ------ | ------------- | --------------- | ------------- | ------ | ------ |
| 1  | 54 996      | São Paulo        | 2–2    | Chapecoense   | Morumbi         | 31 de julho   | 17ª    | [ 68 ] |
| 2  | 54 665      | Flamengo         | 1–2    | Palmeiras     | Mané Garrincha  | 5 de junho    | 6ª     | [ 69 ] |
| 3  | 54 250      | Flamengo         | 2–2    | Corinthians   | Maracanã        | 23 de outubro | 32ª    | [ 70 ] |
| 4  | 53 781      | São Paulo        | 4–0    | Corinthians   | Morumbi         | 5 de novembro | 34ª    | [ 71 ] |
| 5  | 49 673      | São Paulo        | 2–0    | Ponte Preta   | Morumbi         | 22 de outubro | 32ª    | [ 72 ] |
| 6  | 47 622      | Grêmio           | 0–0    | Internacional | Arena do Grêmio | 23 de outubro | 32ª    | [ 73 ] |
| 7  | 46 591      | Cruzeiro         | 2–0    | Santa Cruz    | Mineirão        | 28 de agosto  | 22ª    | [ 74 ] |
| 8  | 46 163      | Grêmio           | 3–0    | Corinthians   | Arena do Grêmio | 14 de agosto  | 20ª    | [ 75 ] |
| 9  | 44 952      | Atlético Mineiro | 2–2    | Flamengo      | Mineirão        | 29 de outubro | 33ª    | [ 76 ] |
| 10 | 44 388      | Flamengo         | 0–0    | Botafogo      | Maracanã        | 5 de novembro | 34ª    | [ 77 ] |

- PP. ^ Considera-se apenas o público pagante.

## Menores públicos
Estes são os dez menores públicos do Campeonato:
| Nº | Público[PP] | Mandante        | Placar | Visitante           | Estádio             | Data           | Rodada | Ref.   |
| -- | ----------- | --------------- | ------ | ------------------- | ------------------- | -------------- | ------ | ------ |
| 1  | 518         | América Mineiro | 1–0    | Atlético Paranaense | Independência       | 24 de outubro  | 32ª    | [ 78 ] |
| 2  | 660         | América Mineiro | 1–2    | Chapecoense         | Independência       | 19 de agosto   | 21ª    | [ 79 ] |
| 3  | 796         | América Mineiro | 2–1    | Coritiba            | Independência       | 18 de junho    | 9ª     | [ 80 ] |
| 4  | 883         | Botafogo        | 3–1    | América Mineiro     | Raulino de Oliveira | 15 de junho    | 8ª     | [ 81 ] |
| 5  | 917         | Fluminense      | 0–0    | Coritiba            | Raulino de Oliveira | 2 de julho     | 13ª    | [ 82 ] |
| 6  | 981         | América Mineiro | 0–0    | Grêmio              | Independência       | 31 de julho    | 17ª    | [ 83 ] |
| 7  | 991         | América Mineiro | 1–0    | Internacional       | Independência       | 19 de setembro | 26ª    | [ 84 ] |
| 8  | 1 003       | Santa Cruz      | 5–1    | Grêmio              | Arruda              | 27 de novembro | 37ª    | [ 85 ] |
| 9  | 1 141       | América Mineiro | 1–0    | Botafogo            | Independência       | 24 de setembro | 27ª    | [ 86 ] |
| 10 | 1 203       | Botafogo        | 1–1    | Vitória             | Raulino de Oliveira | 12 de junho    | 7ª     | [ 87 ] |

- PP. ^ Considera-se apenas o público pagante.

## Médias de público
Estas são as médias de público dos clubes no Campeonato. Considera-se apenas os jogos da equipe como mandante e o público pagante:
| Pos. | Time                | Média  | Total   | Mandos[PF] | Maior  | Menor  |
| ---- | ------------------- | ------ | ------- | ---------- | ------ | ------ |
| 1    | Palmeiras           | 32 471 | 616 947 | 19         | 40 986 | 18 271 |
| 2    | Corinthians         | 28 764 | 546 516 | 19         | 42 099 | 17 135 |
| 3    | Internacional       | 25 422 | 483 010 | 19         | 40 114 | 10 314 |
| 4    | Flamengo            | 24 542 | 466 302 | 19         | 54 665 | 2 252  |
| 5    | São Paulo           | 22 513 | 427 746 | 19         | 54 996 | 7 836  |
| 6    | Cruzeiro            | 20 475 | 389 025 | 19         | 46 591 | 7 735  |
| 7    | Grêmio              | 20 448 | 388 510 | 19         | 47 622 | 10 765 |
| 8    | Atlético Mineiro    | 18 510 | 351 689 | 19         | 44 952 | 4 889  |
| 9    | Atlético Paranaense | 15 889 | 301 899 | 19         | 35 396 | 6 684  |
| 10   | Vitória             | 14 009 | 266 171 | 19         | 34 757 | 4 814  |
| 11   | Sport               | 12 823 | 243 637 | 19         | 26 419 | 5 218  |
| 12   | Santos              | 11 225 | 213 282 | 19         | 24 586 | 4 468  |
| 13   | Coritiba            | 9 894  | 187 979 | 19         | 16 177 | 2 852  |
| 14   | Fluminense          | 9 139  | 173 644 | 19         | 39 877 | 917    |
| 15   | Santa Cruz          | 8 080  | 153 521 | 19         | 16 951 | 1 003  |
| 16   | Chapecoense         | 7 612  | 137 015 | 18         | 13 154 | 2 057  |
| 17   | Botafogo            | 7 258  | 137 907 | 19         | 13 750 | 883    |
| 18   | Figueirense         | 6 628  | 125 935 | 19         | 16 467 | 1 842  |
| 19   | Ponte Preta         | 5 329  | 101 242 | 19         | 10 912 | 3 086  |
| 20   | América Mineiro     | 3 353  | 63 704  | 19         | 27 875 | 518    |

- PF. ^ Jogos com portões fechados não são considerados.

## Mudança de técnicos
| Clube         | Antecessor                  | Motivo                      | Data           | Última partida                 | Rod | Pos | Sucessor                    | Ref.            |
| ------------- | --------------------------- | --------------------------- | -------------- | ------------------------------ | --- | --- | --------------------------- | --------------- |
| Cruzeiro      | Geraldo Delamore (interino) | Remanejado                  | 16 de maio     | Coritiba 1–0 Cruzeiro          | 1ª  | 18º | Paulo Bento[a1]             | [ 89 ]          |
| Atlético-MG   | Diego Aguirre               | Resignado                   | 19 de maio     | Atlético-MG 2–1 São Paulo[Lib] | 1ª  | 5º  | Marcelo Oliveira            | [ 90 ] [ 91 ]   |
| Flamengo      | Muricy Ramalho[a2]          | Resignado                   | 26 de maio     | Flamengo 2–2 Chapecoense       | 3ª  | 11º | Zé Ricardo[a3]              | [ 92 ] [ 93 ]   |
| Coritiba      | Gilson Kleina               | Demitido                    | 2 de junho     | Coritiba 3–4 Chapecoense       | 5ª  | 16º | Pachequinho (interino)      | [ 94 ]          |
| América-MG    | Givanildo Oliveira          | Demitido                    | 3 de junho     | América-MG 1–2 Ponte Preta     | 5ª  | 20º | Sérgio Vieira[a4]           | [ 95 ] [ 96 ]   |
| Corinthians   | Tite                        | Contratado pelo Brasil      | 15 de junho    | Palmeiras 1–0 Corinthians      | 7ª  | 4º  | Cristóvão Borges[a5]        | [ 97 ] [ 98 ]   |
| Chapecoense   | Guto Ferreira               | Contratado pelo Bahia       | 24 de junho    | Chapecoense 0–0 Atlético-PR    | 10ª | 8º  | Caio Júnior[a6]             | [ 99 ] [ 100 ]  |
| Internacional | Argel Fucks                 | Demitido                    | 10 de julho    | Santa Cruz 1–0 Internacional   | 14ª | 8º  | Paulo Roberto Falcão        | [ 101 ] [ 102 ] |
| Figueirense   | Vinícius Eutrópio           | Demitido                    | 11 de julho    | Grêmio 2–1 Figueirense         | 14ª | 17º | Argel Fucks                 | [ 103 ] [ 104 ] |
| América-MG    | Sérgio Vieira               | Demitido                    | 17 de julho    | América-MG 0–3 Santa Cruz      | 15ª | 20º | Enderson Moreira            | [ 105 ] [ 106 ] |
| Cruzeiro      | Paulo Bento                 | Demitido                    | 25 de julho    | Cruzeiro 1–2 Sport             | 16ª | 19º | Mano Menezes                | [ 107 ] [ 108 ] |
| São Paulo     | Edgardo Bauza               | Contratado pela Argentina   | 4 de agosto    | São Paulo 1–2 Atlético-MG      | 18ª | 11º | Ricardo Gomes[a7]           | [ 109 ] [ 110 ] |
| Coritiba      | Pachequinho (interino)      | Remanejado                  | 5 de agosto    | Vitória 3–1 Coritiba           | 18ª | 17º | Paulo César Carpegiani      | [ 111 ]         |
| Internacional | Paulo Roberto Falcão        | Demitido                    | 8 de agosto    | Internacional 2–2 Fluminense   | 19ª | 13º | Celso Roth                  | [ 112 ] [ 113 ] |
| Santa Cruz    | Milton Mendes               | Resignado                   | 9 de agosto    | Santa Cruz 1–2 São Paulo       | 19ª | 19º | Doriva[a8]                  | [ 114 ] [ 115 ] |
| Botafogo      | Ricardo Gomes               | Contratado pelo São Paulo   | 12 de agosto   | Ponte Preta 2–0 Botafogo       | 19ª | 17º | Jair Ventura                | [ 110 ] [ 116 ] |
| Figueirense   | Argel Fucks                 | Demitido                    | 21 de agosto   | Figueirense 1–2 Cruzeiro       | 21ª | 18º | Tuca Guimarães[a9]          | [ 117 ] [ 118 ] |
| Vitória       | Vágner Mancini              | Demitido                    | 10 de setembro | Vitória 1–2 Flamengo           | 24ª | 18º | Argel Fucks                 | [ 119 ] [ 120 ] |
| Grêmio        | Roger Machado               | Resignado                   | 14 de setembro | Ponte Preta 3–0 Grêmio         | 25ª | 8º  | Renato Gaúcho[a10]          | [ 121 ] [ 122 ] |
| Corinthians   | Cristóvão Borges            | Demitido                    | 17 de setembro | Corinthians 0–2 Palmeiras      | 26ª | 5º  | Fábio Carille               | [ 123 ] [ 124 ] |
| Figueirense   | Tuca Guimarães              | Remanejado                  | 19 de setembro | Flamengo 2–0 Figueirense       | 26ª | 17º | Marquinhos Santos           | [ 125 ]         |
| Corinthians   | Fábio Carille               | Remanejado                  | 13 de outubro  | Santa Cruz 2–4 Corinthians     | 30ª | 8º  | Oswaldo de Oliveira         | [ 126 ] [ 127 ] |
| Sport         | Oswaldo de Oliveira         | Contratado pelo Corinthians | 13 de outubro  | Chapecoense 3–0 Sport          | 30ª | 16º | Daniel Paulista             | [ 126 ] [ 128 ] |
| Santa Cruz    | Doriva                      | Resignado                   | 20 de outubro  | Santa Cruz 0–1 Botafogo        | 32ª | 19º | Adriano Teixeira (interino) | [ 129 ]         |
| Fluminense    | Levir Culpi                 | Demitido                    | 6 de novembro  | Cruzeiro 4–2 Fluminense        | 34ª | 9º  | Marcão (interino)           | [ 130 ]         |
| Internacional | Celso Roth                  | Demitido                    | 17 de novembro | Internacional 1–1 Ponte Preta  | 35ª | 17º | Lisca                       | [ 131 ] [ 132 ] |
| São Paulo     | Ricardo Gomes               | Demitido                    | 23 de novembro | Chapecoense 2–0 São Paulo      | 36ª | 13º | Pintado (interino)          | [ 133 ]         |
| Atlético-MG   | Marcelo Oliveira            | Demitido                    | 24 de novembro | Atlético-MG 1–3 Grêmio[CBr]    | 36ª | 4º  | Diogo Giacomini (interino)  | [ 134 ] [ 135 ] |
| Ponte Preta   | Eduardo Baptista            | Resignado                   | 2 de dezembro  | Botafogo 1–1 Ponte Preta       | 37ª | 10º | Felipe Moreira              | [ 136 ] [ 137 ] |

- Lib ^  Partida válida pela Copa Libertadores.
- CBr ^  Partida válida pela Copa do Brasil.
- A1 ^  Geraldo Delamore comandou o Cruzeiro interinamente na 1ª rodada, mesmo após o clube ter anunciado a contratação de Paulo Bento.[138]
- A2 ^  Muricy Ramalho dirigiu o Flamengo apenas na primeira rodada, quando precisou se afastar por problemas de saúde. Após Jayme de Almeida comandar o time interinamente na 2ª e 3ª rodadas, Muricy resignou oficialmente do cargo após a 3ª rodada.[139]
- A3 ^  Zé Ricardo comandou o Flamengo interinamente da 4ª à 14ª rodada e foi efetivado a partir da 15ª rodada.[92][140]
- A4 ^  Cláudio Prates comandou o América Mineiro interinamente na 6ª rodada.[141]
- A5 ^ Fábio Carille comandou o Corinthians interinamente na 8ª e 9ª rodada.[142][143]
- A6 ^  Emerson Cris comandou a Chapecoense interinamente na 11ª rodada.[144]
- A7 ^ André Jardine comandou o São Paulo interinamente na 19ª e 20ª rodada.[145][146]
- A8 ^ Adriano Teixeira comandou o Santa Cruz interinamente na 20ª rodada.[147]
- A9 ^  Tuca Guimarães comandou o Figueirense interinamente na 22ª rodada e foi efetivado a partir da 23ª rodada.[148]
- A10 ^  James Freitas comandou o Grêmio interinamente na 26ª rodada.[149]

## Premiação
| Campeonato Brasileiro 2016 Série A                |
| ------------------------------------------------- |
| Sociedade Esportiva Palmeiras Campeão (9º título) |

| Pos. | Jogador       | Clube            |
| ---- | ------------- | ---------------- |
| G    | Jailson       | Palmeiras        |
| LD   | Jean          | Palmeiras        |
| Z    | Yerry Mina    | Palmeiras        |
| Z    | Geromel       | Grêmio           |
| LE   | Jorge         | Flamengo         |
| V    | Tchê Tchê     | Palmeiras        |
| V    | Moisés        | Palmeiras        |
| M    | Diego         | Flamengo         |
| M    | Dudu          | Palmeiras        |
| A    | Robinho       | Atlético Mineiro |
| A    | Gabriel Jesus | Palmeiras        |
| T    | Cuca          | Palmeiras        |

| Pos. | Jogador       | Clube            |
| ---- | ------------- | ---------------- |
| G    | Jailson       | Palmeiras        |
| LD   | Jean          | Palmeiras        |
| Z    | Réver         | Flamengo         |
| Z    | Geromel       | Grêmio           |
| LE   | Fábio Santos  | Atlético Mineiro |
| V    | Willian Arão  | Flamengo         |
| V    | Tchê Tchê     | Palmeiras        |
| M    | Moisés        | Palmeiras        |
| M    | Dudu          | Palmeiras        |
| A    | Robinho       | Atlético Mineiro |
| A    | Gabriel Jesus | Palmeiras        |
| T    | Cuca          | Palmeiras        |